# Politique étrangère de la Syrie

Assaad al-Chaibani, ministre des Affaires étrangères de la Syrie depuis 2024, rencontrant son homologue britannique David Lammy à Damas en 2025.

La politique étrangère de la Syrie regroupe l'ensemble des relations diplomatiques entretenues par la Syrie depuis son indépendance en 1946.
À partir de 2011, en raison de la guerre civile syrienne, un grand nombre d'États essentiellement arabes et occidentaux décident de rompre leurs relations diplomatiques avec la Syrie, suspendue de la Ligue arabe la même année.
Le 16 novembre 2020, Walid Moallem, chef de la diplomatie syrienne depuis 14 ans, décède à l'âge de 79 ans. Les jours suivants, aucune information concernant son successeur n'est donnée par le régime syrien, mais plusieurs noms circulent comme Bouthaina Chaaban, Bachar Jaafari et Fayçal al-Meqdad. C'est ce dernier qui est finalement désigne nouveau ministre des Affaires étrangères de la Syrie le 22 novembre.
Le 8 décembre 2024, le régime Assad est renversé au bout de plus de douze ans de guerre civile en Syrie. Le 12, huit ambassades reprennent leurs activités à Damas avec le gouvernement de transition syrien qui les remercie : l'Égypte, l'Irak, l'Arabie saoudite, les Émirats arabes unis, la Jordanie, Bahreïn, Oman et l'Italie. De son côté, le Qatar annoncé son intention de rouvrir bientôt son ambassade dans la capitale syrienne. Deux semaines plus tard, le gouvernement syrien de transition annonce la nomination d'Assaad Hassan el-Chiban au poste de ministre des Affaires étrangères.

## Chronologie des relations

### République arabe unie

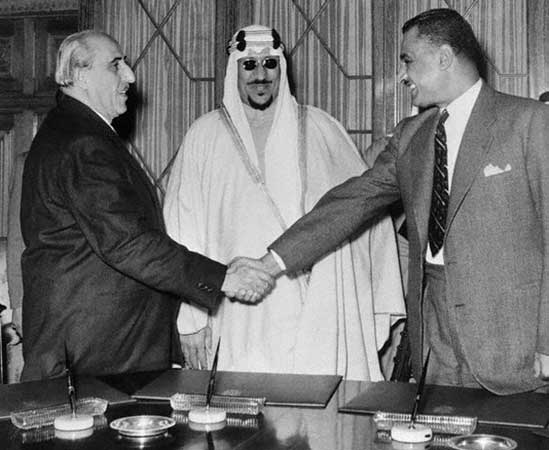
Nasser et le président syrien, Choukri al-Kouatli.

Le 1er février 1958, l'Égypte et la Syrie s’unissent, créant la République arabe unie, ce qui entraîne, de facto, l’interdiction des partis politiques syriens.
Mais l’union cesse rapidement d’exister. Le général Haydar al-Kouzbari fait un coup d’État le 28 septembre 1961, la Syrie faisant sécession, et rétablit la République arabe syrienne.

### République arabe syrienne
Les dix-huit mois suivants seront marqués par une grande instabilité politique, avec divers coups ou tentatives de coup d’État. Le 8 mars 1963, un nouveau coup d’État a lieu, installant le Conseil national de commande révolutionnaire au pouvoir, avec à sa tête Amine al-Hafez. Ce conseil est constitué d’un groupe de militaires et de civils, tous socialistes, qui ont assumé les fonctions exécutives et législatives. Le coup d’État est l’œuvre du parti Baas, et la majorité des membres de ce conseil étaient membres du Baas.

### Gouvernement baassiste

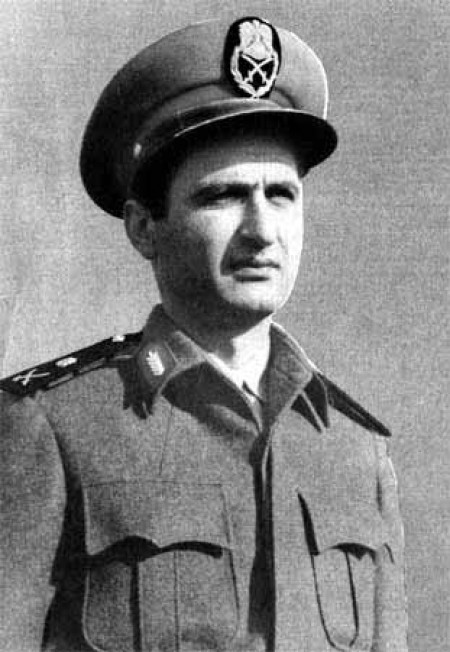
Salah Jedid, instigateur du coup d’État du 23 février 1966.

En mai 1964, le président Amine al-Hafez promulgue une constitution temporaire prévoyant l’établissement d’un Conseil national de la révolution (CNR), des parlementaires désignés composés de travailleurs, de paysans et de syndicalistes.
Le 23 février 1966, un groupe de militaires, toujours issus du parti Baas, avec à leur tête Salah Jedid, réussit à renverser le gouvernement d’Amine al-Hafez. Celui-ci est emprisonné. Le nouveau gouvernement dissout le CNR, abroge la Constitution, et chasse les fondateurs historiques du parti Baas de Syrie (Michel Aflak, Salah Eddine Bitar et Akram Hourani), ce qui leur permet d’avoir une politique régionaliste et non plus panarabe comme le voulait le parti Baas. Les chefs du coup d'État parlent alors de « rectification » des principes du parti. Mais la guerre des Six Jours, perdue par les Égyptiens et les Syriens, affaiblit du même coup le gouvernement de Salah Jedid. Le 13 novembre 1970, profitant de l'impasse due à l'implication de l'armée syrienne dans la crise en Jordanie entre le roi Hussein et l'OLP (Septembre noir), le ministre de la Défense Hafez el-Assad procède à un coup d’État. Déposant Salah Jedid, il devient grâce à sa « révolution corrective » le nouveau premier ministre, et l’homme fort de la Syrie.

### Dynastie el-Assad

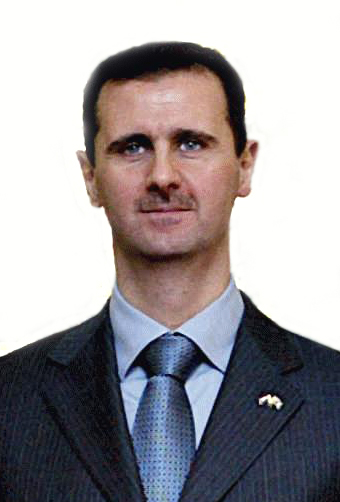
Bachar el-Assad, président de la Syrie entre 2000 et 2024.

Hafez el-Assad, chef de l’État de 1970 à sa mort en 2000, est confirmé dans ses fonctions de chef de l’État par cinq référendums successifs où il est chaque fois l'unique candidat. Il est, après le roi Hassan II du Maroc, le chef d’État arabe qui est resté le plus longtemps au pouvoir. Cette longévité provient essentiellement du fait du verrouillage complet de la vie politique. Il était soutenu par des minorités religieuses, dont la minorité religieuse alaouite. Il est aussi soutenu par beaucoup de fermiers et par les Syriens vivant dans les milieux ruraux. L’expansion de la bureaucratie a créé une classe moyenne fidèle au gouvernement. Mais l’essentiel de sa puissance venait de l’armée syrienne et de son appareil de sécurité omniprésent. Un autre facteur de son maintien au pouvoir est le nationalisme, dont entre autres les conflits qui l’opposaient et opposent la Syrie aux États-Unis, à Israël et à l’Irak de Saddam Hussein.
Bachar el-Assad succède à son père le 17 juillet 2000, après une modification de la constitution qui abaisse l'âge minimum pour la candidature à la présidentielle de 40 à 34 (âge de Bachar),. Seul candidat, il est élu par référendum. Les Syriens évoquent alors une « république-monarchie » pour qualifier la république héréditaire. Certains, et en particulier les militants pour les droits de l’homme espèrent cependant alors une certaine libéralisation du pays, de même que l'espèrent de nombreux responsables politiques étrangers ; c’est ce que l’on appelle le printemps de Damas.
Ce premier printemps ne dure pas longtemps : il se termine en février 2001, lorsque les services de sécurité gèlent l'activité des forums intellectuels, culturels et politiques, et avec la poursuite des militants pour les droits de l'homme et leur emprisonnement. Dans cette courte période de six mois, le printemps de Damas aura vu des débats politiques et sociaux intenses, d'une part, et d'autre part il a conservé un écho qui sonne dans les débats politiques, culturels et intellectuels jusqu'en 2011.

### Guerre civile syrienne
Début 2011, le printemps arabe atteint la Syrie. Des manifestations en faveur de la démocratie et pacifiques ont lieu dans tout le pays contre le régime baasiste du président Bachar el-Assad. Ces manifestations sont réprimées brutalement par le régime et peu à peu, le mouvement de contestation se transforme en une rébellion armée.
De nombreux belligérants participent au conflit. L'Armée syrienne libre, nationaliste, est le premier mouvement à mener la rébellion mais à partir de 2013, elle est supplantée par des groupes islamistes sunnites comme Ahrar al-Cham, Jaych al-Islam ou le Front al-Nosra, la branche syrienne d'al-Qaïda. Les groupes rebelles sont soutenus principalement par la Turquie, le Qatar et l'Arabie saoudite. De son côté, le régime syrien se maintient grâce à l'aide de l'Iran et de la Russie. L'Iran déploie en Syrie des forces du Corps des Gardiens de la révolution islamique dès le début du conflit, par la suite des dizaines de milices islamistes chiites parrainées par Téhéran gagnent à leur tour la Syrie ; comme les Libanais du Hezbollah, les Afghans hazaras de la Division des Fatimides ou les Irakiens de l'Organisation Badr et du Harakat Hezbollah al-Nujaba. De son côté la Russie intervient militairement en septembre 2015 et commence une campagne de frappes aériennes en soutien du régime.
Venu d'Irak, l'État islamique (EI) apparaît en Syrie en 2013, initialement allié aux groupes rebelles syriens, il entre en conflit avec ces derniers à partir de janvier 2014. Depuis septembre 2014, l'EI est la cible d'une campagne de frappes aériennes effectuée par une coalition menée par les États-Unis.
De leur côté, les Kurdes du Parti de l'union démocratique (PYD) et sa branche armée, les Unités de protection du peuple (YPG), liés au PKK, combattent pour l'autodétermination du Rojava.
De mars 2011 à février 2016, le conflit a fait de 260 000 à 470 000 morts d'après les estimations de diverses ONG et de l'ONU. De nombreux massacres, crimes de guerre et crimes contre l'humanité ont été commis, principalement par le régime syrien et l'État islamique. Le camp loyaliste est responsable de la majorité des victimes civiles de la guerre, souvent par le fait de bombardements aériens. Entre 100 000 et 200 000 personnes ont disparu dans les prisons du régime, au moins 12 000 à 60 000 y ont été torturées à mort. Des armes chimiques ont également été employées. La moitié de la population syrienne a été déplacée pendant le conflit et entre cinq et six millions de Syriens ont fui le pays, soit le quart de la population.
Fin 2019, dans le but de régler la guerre civile, le Comité constitutionnel syrien est créé sous l'égide de l'ONU.
En juin 2020, face à une crise économique nationale, le président Assad démet de ses fonctions le Premier ministre Imad Khamis pour le remplacer par Hussein Arnous.

### Vers une réintégration diplomatique du régime
Lors de la session de l’Assemblée générale des Nations Unies en septembre 2021, pas moins de dix ministres des Affaires étrangères de pays arabes ont rencontré leur homologue syrien Fayçal al-Meqdad, une première depuis dix ans. Les gains de Damas dépassent le cadre arabe, comme le montre la réintégration annoncée fin septembre de la Syrie au sein du système d’échange d’informations d’Interpol, dont Damas avait été exclu en 2012.
En février 2023, alors que le front syrien se stabilise, un séisme dévastateur secoue le nord de la Syrie et le sud de la Turquie, faisant au total plus de 50 000 morts. En dépit de son caractère tragique, cette catastrophe est perçue comme une opportunité par le régime de Bachar el-Assad pour sortir de son isolement diplomatique, tablant sur le fait que ses adversaires seront forés de se montrer magnanimes vu l'urgence humanitaire à laquelle son pays est confronté.
En avril 2023, tandis que Damas normalise ses relations diplomatiques avec Tunis, neuf pays arabes se réunissent à Djeddah en Arabie saoudite pour débattre d'un retour de la Syrie au sein de la Ligue arabe, avant le prochain sommet prévu le 19 mai dans le royaume. Cette réunion intervient au lendemain d'une visite surprise du ministre syrien des Affaires étrangères, Fayçal al-Moqdad, en Arabie saoudite, pour la première fois depuis le début de la guerre civile syrienne en 2011. À ce stade, le seul opposant au retour de la Syrie dans la Ligue arabe est le Qatar, mais ce dernier est prêt à changer de position s’il y a un consensus arabe, un consensus qui peu à peu prend forme, selon le chercheur Randa Slim. Selon le chercheur Aron Lund : « Assad a simplement rejeté tout compromis et a attendu que ses ennemis jettent l'éponge, et cela a marché. Ils reviennent l'un après l'autre pour lui serrer la main, et faire comme si la dernière décennie n'avait pas existé. ».
La mois suivant, le 7 mai 2023, la Syrie est officiellement réintégrée dans la Ligue arabe, et est officiellement présente au sommet de la ligue de Jeddah le 19 mai. À noter, même si c'est plus anecdotique, que la Syrie est dans la foulée invitée par le président émirati Mohammed ben Zayed Al Nahyane à participer à la COP28 (sommet international de lutte contre le changement climatique) prévue à Dubaï en décembre 2023
Pour le spécialiste de la Syrie Fabrice Balanche, c'est une victoire diplomatique pour le régime syrien, car il n'y a « plus aucun obstacle à la réouverture de l'ensemble des ambassades arabes en Syrie ». À noter que si le Qatar, membre de la Ligue arabe, ne s'est pas opposé à la réintégration de la Syrie dans cet fédération, Doha a réaffirmé son refus catégorique de normaliser ses relations diplomatiques avec Damas.
Selon Fabrice Balanche, le prochain objectif du régime syrien devrait être la normalisation avec la Turquie, même si la présence de troupes turques sur le territoire syrien, considéré par le régime comme une armée d'occupation, reste un point d'achoppement majeur au rapprochement entre les deux pays. Le grand gagnant d'un tel rapprochement serait la Russie, dont le président Vladimir Poutine entretient de bonnes relations avec Bachar el-Assad autant qu'avec son homologue turc Recep Tayyip Erdogan, car cela ferait davantage basculer la Turquie, membre de l'OTAN, dans le camp « anti-occidental » incarné par Moscou et Pékin. Ce rapprochement bénéficierait aussi à Recep Tayyip Erdogan qui pourrait négocier avec Damas le retour des 3,5 millions de réfugiés syrien accueillis en Turquie depuis le début de la guerre civile syrienne. Ce faisant, c'est Damas qui parait être en position de force dans cette négociation, et peut se permettre de dicter ses conditions à un tel rapprochement.

### Chute du régime Assad et réintégration internationale de la Syrie
Le 8 décembre 2024, le régime Assad est renversé au bout de plus de douze ans de guerre civile en Syrie. Le 12, huit ambassades reprennent leurs activités à Damas avec le nouveau gouvernement syrien qui les remercie :  l'Égypte, l'Irak, l'Arabie saoudite, les Émirats arabes unis, la Jordanie, Bahreïn, Oman et l'Italie. De son côté, le Qatar annoncé son intention de rouvrir bientôt son ambassade dans la capitale syrienne.
En janvier 2025, un mois après son arrivée au pouvoir, le gouvernement syrien de transition annonce l'interdiction pour les citoyens iraniens et israéliens d'entrer en Syrie. En avril, le président syrien Ahmad el-Chareh adresse une lettre à son homologue américain Donald Trump dans laquelle il se déclare ouvert à normaliser ses relations avec Israël sous certaines conditions, déclarant qu’il ne permettrait pas que la Syrie devienne une source de menace pour l’État hébreu. En mai, il se rend en France à la rencontre de son homologue Emmanuel Macron, premier dirigeant occidental à le recevoir.

## Relations avec les pays du Moyen-Orient

### Relations avec les pays arabes du Moyen-Orient

#### Relations avec l'Irak
L'Irak et la Syrie partagent une frontière de 600 kilomètres, ainsi que des liens historiques et culturels forts. Les deux pays ont fait partie de l'Empire ottoman avant son démantèlement après la Première Guerre mondiale, et la frontière qui les sépare a été tracée par les accords Sykes-Picot en 1916. Tous deux sont membres et cofondateurs de la Ligue arabe et de l'Organisation de la coopération islamique, mais la Syrie a été suspendue de ces deux organisations en 2011 et 2012 en raison de la répression du régime qui a mené à la guerre civile syrienne,.

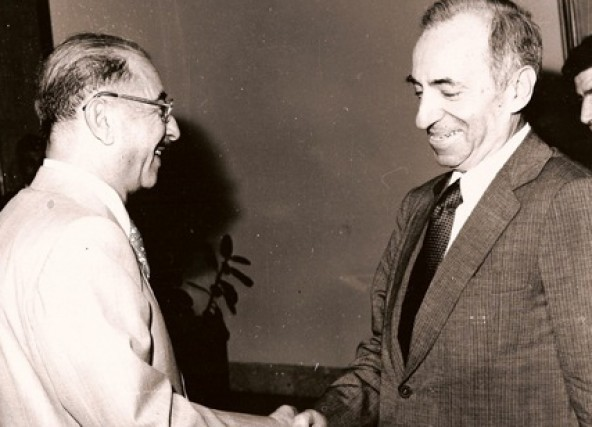
Le Président irakien Ahmed Hassan al-Bakr et le fondateur syrien du Parti Baas Michel Aflak, en 1968

Les deux États participent à la guerre israélo-arabe de 1948-1949, mais leurs intérêts deviennent divergents les années suivantes lorsque la Syrie se rapproche de l'Égypte de Nasser, alors que l'Irak est gouvernée par une monarchie pro-britannique. En février 1958, la Syrie et l'Égypte fusionnent dans la République arabe unie, à la suite de quoi l'Irak et la Jordanie s'unissent à leur tour dans la Fédération arabe d'Irak et de Jordanie. Mais aucune de ces deux fédérations ne dure : l'Irak fait sécession au bout de quelques mois, tandis que la Syrie quitte la République arabe unie en septembre 1961,.
En 1963, le « Parti socialiste de la résurrection arabe » (dit « Parti Baas »), panarabe et laïc d'origine syrienne (fondé par l'écrivain syrien Michel Aflak), arrive au pouvoir en Syrie par un coup d'État, et mène une tentative similaire en Irak, mais n'y parvient véritablement qu'en 1968. Paradoxalement, cette prise de pouvoir par un même parti dans deux pays voisins contribue à fortement détériorer leurs relations, chacun étant gouverné par deux branches rivales du parti, auxquelles s'ajoute une rivalité religieuse entre le régime sunnite de Bagdad et le régime alaouite de Damas.

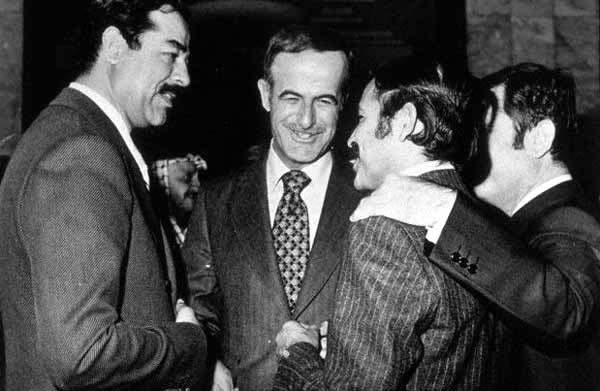
Les chefs d'État irakien, syrien, et algérien au sommet de la ligue arabe de Bagdad (1978) : Saddam Hussein, Hafez el-Assad, et Abdelaziz Bouteflika.

Cela ne les empêche pas de rester des alliés objectifs contre Israël contre qui tous deux se battent lors de la guerre du Kippour en 1973. Mais en 1979, Saddam Hussein rompt ses relations diplomatiques avec Damas en raison du soutien syrien à l'Iran, avec lequel il est en guerre. En effet, pendant la guerre Iran-Irak, le gouvernement syrien fait livrer des armes à Téhéran, et ferme l'oléoduc reliant Kirkouk au port syrien de Baniyas, avec des conséquences limitées pour l'Irak grâce à la mise en service de l'oléoduc Kirkouk-Ceyhan en 1977.
En 1990, la Syrie rejoint la coalition internationale contre l'Irak pendant la guerre du Golfe, Hafez el-Assad cherchant à resserrer les liens avec Washington, après l'effondrement de l'URSS. Celui-ci accueille le président américain Bill Clinton à Damas en 1994, alors qu'au même moment, l'Irak est sous embargo imposé par les États-Unis. Toutefois, dix ans plus tard, le renversement de Saddam Hussein à la suite de la guerre d'Irak et son remplacement par un gouvernement chiite (dont l'alaouisme est une branche) permet un rapprochement syro-irakien, à l'instar des relations entre l'Irak et l'Iran, alliée de Damas. En 2011, Bagdad s'abstient lors du vote qui mène à sa suspension de Damas de la Ligue arabe, en raison de la répression du régime de la révolution syrienne.

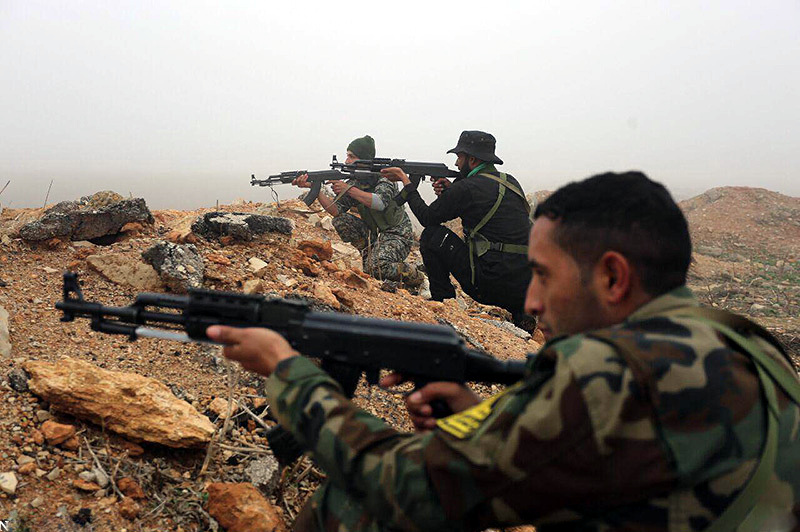
Des miliciens chiites irakiens de Saraya al-Khorasani dans la région d'Alep, en janvier 2016.

À partir de 2013, l'Irak et la Syrie sont simultanément en guerre civile, et combattent le même groupe extrémiste sunnite, l'État islamique, qui instaure un « califat » recouvrant une importante superficie de ces deux pays. Les deux gouvernements chiites collaborent sur plusieurs fronts face à cet ennemi commun. L'aviation irakienne mène plusieurs frappes dans l'est de la Syrie avec l'aval du gouvernement syrien,,,,, tandis qu'à l'instar du Hezbollah libanais, des milices chiites irakiennes combattent aux côtés de l'armée syrienne. Mais l'implication irakienne dans la guerre civile syrienne ne se limite pas à la guerre contre l'État islamique, des milices chiites irakiennes participant aussi activement à la répression du régime contre les rebelles, notamment lors de la bataille d'Alep,. Parallèlement, l'Irak accueille entre 2011 et 2021 environ 250 000 réfugiés syriens ayant fui la guerre civile, principalement dans des camps de réfugiés situés au Kurdistan irakien.
En octobre 2018, le poste-frontière situé entre les villes d'Irak et Syrie Boukamal, et Al-Qaim est rouvert à la suite de la reprise de ces deux villes à l'État islamique par les armées irakiennes et syriennes. Ce poste constituait avant le déclenchement de la guerre en Syrie en 2011 l'une des artères stratégiques pour le passage de marchandises, de touristes et de la main-d'œuvre.
Les années suivantes, Bagdad milite activement pour la réintégration de la Syrie au sein de la Ligue arabe, qui y est officiellement réintégrée le 7 mai 2023, et participe au sommet de la ligue de Djeddah le 19 mai. Le mois suivant, le ministre syrien des Affaires étrangères Fayçal al-Moqdad se rend à Bagdad et rencontre son homologue irakien Fouad Hussein pour évoquer le renforcement la coopération syro-irakienne en matière d'aide humanitaire et de lutte contre le trafic de drogue. Fayçal Mokdad s'entretient également avec le Premier ministre Mohammad Chia el-Soudani et le président Abdel Latif Rachid, qu'il remercie pour leur aide après le séisme de 2023 en Turquie et en Syrie. Deux mois plus tard, le Premier ministre irakien Mohamed Chia al-Soudani se rend à Damas où il est reçu par le président syrien Bachar el-Assad, une rencontre axée sur le renforcement des relations bilatérales syro-irakiennes, notamment sécuritaires.
En décembre 2024, à la veille de de l'offensive lancée au nord-ouest de la Syrie par le groupe rebelle islamiste syrien Hayat Tahrir al-Cham, des factions irakiennes sont encore présentes sur le territoire syrien, particulièrement dans le gouvernorat de Deir Ezzor Lorsque cette offensive est lancée, Mohammad Chia al-Soudani déclare que « la sécurité et la stabilité de la Syrie sont directement liées à la sécurité nationale de l’Irak », et appelle son homologue turc Recep Tayyip Erdogan, soutient de HTC, pour lui affirmer que « l’Irak ne sera pas un simple spectateur des graves répercussions des événements qui ont lieu en Syrie ». Une intervention massive de l'Irak apparaît alors probable si le régime syrien était menacé, mais cela pourrait exacerber les tensions déjà vives entre Bagdad et Ankara. Ainsi, le soutien irakien au régime Assad est minime, se limitant à environ 300 combattants irakiens envoyés en renfort pour protéger le sanctuaire chiite de Sayyida Zaynab, près de Damas, et à un renforcement de la sécurité le long de la frontière syro-irakienne,. La plupart des milices irakiennes favorables à l'Iran se montrent également réticentes à intervenir, par crainte que l'aviation israélienne en profite pour les bombarder.
Le 8 décembre, la chute du régime syrien provoque la fuite de plusieurs milliers de soldats syriens pro-régime vers l'Irak, et met le gouvernement irakien dans l'embarras. Cette fin du règne des Assad en Syrie rebat les cartes régionales (coupant notamment le corridor chiite Téhéran-Bagdad-Damas-Beyrouth), et contraint le gouvernement irakien à se positionner à l’égard de ses nouveaux interlocuteurs voisins. Le chef du groupe HTC Abou Mohammed al-Joulani, victorieux dans la guerre civile syrienne et devenu de facto chef d'État syrien, s'adresse dans une vidéo au premier ministre irakien et lui assure sa volonté d’établir des relations politiques et économiques renouvelées avec l’Irak.

#### Relations avec la Jordanie
La Jordanie et la Syrie partagent une frontière de 375 kilomètres, ainsi que des liens historiques et culturels forts, les deux pays ayant fait partie de l'Empire ottoman avant son démantèlement après la Première Guerre mondiale.
La Jordanie et la Syrie ont été parties prenantes aux deux coalitions arabes engagées contre Israël lors des guerres israélo-arabe de 1948-1949 et de 1967 (guerre des Six Jours).
En 1970, l'armée syrienne appuie une tentative de renversement de la monarchie jordanienne par l'Organisation de libération de la Palestine, qui échoue à la suite d'une intervention israélienne. À la suite de cet événement, la Jordanie refuse de participer à la guerre du Kippour en 1973 aux côtés de l'Égypte et de la Syrie, et prévient secrètement Israël des projets d'invasion de ces deux États.
Malgré ces tensions et divergences, les relations diplomatiques et commerciales se poursuivent pendant les décennies suivantes. Au début des années 2010, les échanges bilatéraux annuels entre la Jordanie et la Syrie étaient estimés à près d’un milliard de dollars avant le conflit syrien, alors que depuis l’invasion de l’Irak en 2003, la Syrie était devenue le principal partenaire commercial pour les Jordaniens.
En 2011, le printemps arabe dégénère en guerre civile en Syrie. La Jordanie est alors l'un des rares pays arabes à ne pas fermer son ambassade à Damas, tout en accueillant près de 650 000 réfugiés selon l'ONU, 1,4 million selon les autorités du royaume. En 2014, les relations diplomatiques entre la Jordanie et la Syrie se dégradent, et l'ambassadeur syrien est expulsé d'Amman. Mais parallèlement, la fermeture de la frontière syro-jordanienne affecte lourdement l'économie de certains villes du Nord jordanien comme Irbid ou Ramtha, dont les exportations transitaient vers la Syrie pour atteindre l’Irak et du les pays du Golfe.
La Jordanie participe activement à la guerre contre l'État islamique en Syrie, en mettant ses moyens militaires à disposition et menant une série de frappes aériennes notamment après l'exécution d'un de ses pilotes par le groupe djihadiste. En octobre 2018, la Jordanie annonce la réouverture du principal point de passage entre les villes de Nassib (Syrie) et Jaber (Jordanie), fermé depuis trois ans pour des raisons sécuritaires. Mais la poursuite des combats côté syrien, notamment la bataille de Deraa empêche toute application durable de cette mesure, la Jordanie était obligé de garder cette frontière sous haute surveillance et de la refermer régulièrement, craignant pour sa sécurité. À partir de 2019, la pandémie de Covid-19 porte un nouveau coup d'arrêt aux échanges commerciaux internationaux, frappant du même coup les relations syro-jordaniennes.
En janvier 2021, l'arrivée de Joe Biden à la présidence américaine, qui affirme sa volonté de désengager son pays du Moyen-Orient, crée une opportunité, du point de la Jordanie qui est un proche allié des États-Unis, de convaincre la nouvelle administration américaine d'assouplir ses sanctions économiques contre le régime syrien. En juillet 2021, le roi Abdallah II se rend à Washington pour convaincre Joe Biden de ne pas appliquer les sanctions prévues par le Caesar Act sur la fourniture de gaz égyptien au Liban confronté à une grave crise énergétique, via la Jordanie et la Syrie ; le Président américain accepte cette requête. Au sortir de cette entrevue, le roi accorde une interview à CNN pour faire état de l’évolution de sa pensée : « Le régime syrien est là pour rester. Il vaut mieux faire avancer le dialogue de manière coordonnée que le laisser en l’état ».
En septembre, des délégations syriennes et libanaises se rencontrent à Amman, qui espère bénéficier d'une réintégration de la Syrie dans le commerce international pour reprendre les échanges économiques et commerciaux avec Damas, mais aussi pour envisager le retour des réfugiés syriens.
Du côté syrien, la reprise total du contrôle de la région rebelle de Deraa permet d'envisager la réouverture du poste-frontière syro-jordanien de Jaber-Nassib. Cette réouverture a finalement lieu le 29 septembre 2021, suivie par la levée des restrictions de déplacement en place dans le cadre de la lutte contre la pandémie du covid-19, et la reprise des vols directs entre Amman et Damas par la compagnie nationale jordanienne, Royal Jordanian.
Avec ces décisions, il apparaît que la Jordanie quitte cette ambiguïté imposée par crainte des sanctions américaines, déclarant ouvertement qu’après 10 ans de guerre civile en Syrie, personne n’a offert de solutions, et qu’il est temps de passer à autre chose. Mais c’est surtout le feu vert américain qui permet à la Jordanie d’envisager ces mesures, ce qui signifie que la décision jordanienne reste dépendante d’un possible revirement à Washington. Le 3 octobre, le roi Abdallah s’entretient officiellement par téléphone avec Bachar el-Assad, pour la première fois depuis le début de la guerre civile syrienne.
Début juillet 2023, le chef de la diplomatie jordanienne, Ayman Safadi se rend à Damas et rencontre son homologue syrien, Fayçal al-Meqdad, ainsi que le président syrien Bachar el-Assad. Les hommes d'état abordent la question des réfugiés de guerre et la répression de la contrebande de drogue à leurs frontières.

#### Relations avec le Liban
Le Liban partage avec la Syrie une frontière de 375 km. La question d'unir leurs deux territoires dans un seul et même pays s'est posée au moment des accords de Sykes-Picot prévoyant le partage du Moyen-Orient en zones d'influences française et britannique après la Première Guerre mondiale. Malgré leurs séparations en deux États, leurs populations ont gardé des similitudes et des affinités fortes, plusieurs personnalités libanaises étant d'origine syrienne et réciproquement. C'est notamment le cas d'Émile Eddé, né à Damas en 1884 et président du Liban de 1936 à 1941.
Pendant la guerre civile libanaise qui dure de 1975 à 1990, le président syrien Hafez el-Assad, voit dans une opération de pacification l'occasion de poster des troupes à proximité d'Israël pour menacer l'État hébreu. En vertu de l'accord de Taëf mettant fin à la guerre civile libanaise, le Liban est occupé par l'armée syrienne entre 1989 et 2005. En 1991, la Syrie et le Liban concluent un traité de fraternité, de coopération et de coordination.
En novembre 2011, le Liban est le seul pays arabe avec le Yémen à s'opposer à l'exclusion de la Syrie de la ligue arabe. Pendant la guerre civile syrienne, le Hezbollah libanais envoie des milliers de combattants appuyer l'armée syrienne contre les rebelles et djihadistes, jouant un rôle majeur dans l'issue de plusieurs batailles comme Qousseir en 2013 et Deir ez-Zor entre 2012 et 2017. Parallèlement, plus d'un million de Syriens touchés par la guerre se réfugient au Liban, soit l'équivalent d'un quart de la population du Liban.
En 2021, le Liban, en récession depuis 2018 cherche de nouveaux fournisseurs énergétiques en gaz et électricité et sollicite l'Égypte et la Jordanie, faisant de la Syrie un partenaire indispensable pour le transit de ces ressources sur son territoire. Dans ce contexte, une délégation libanaise conduite par la Ministre Zeina Acar se rend à Damas au mois d'août pour rencontrer les autorités syriennes, qui espèrent bénéficier de cette tentative de rapprochement pour se réinsérer diplomatiquement, alors que les États-Unis ont accepté de faire une exception à la loi César qui sanctionne la Syrie pour permettre au Liban de s'approvisionner.

#### Relations avec l'Arabie saoudite
Bien qu'hostile aux révolutions du Printemps arabe, l'Arabie saoudite commence à soutenir les rebelles en Syrie, quelques mois après le début de la guerre civile syrienne. En 2012, celle-ci rompt officiellement ses relations avec Damas, à l'instar de la plupart des pays arabes et occidentaux, pour protester contre la répression du régime de la révolution syrienne ayant mené le pays à la guerre civile.
Le royaume tient notamment à contenir l'influence de l'Iran, son principal rival dans la région. Il s'appuie sur les conservateurs, les officiers déserteurs, les tribus et les libéraux,, et soutient des groupes salafistes, notamment Jaych al-Islam, ainsi que l'Armée syrienne libre et des groupes modérés, en revanche, il s'oppose aux Frères musulmans,,. Cependant, des milliers de Saoudiens partent combattre en Syrie et des groupes djihadistes comme l'État islamique ou le Front al-Nosra bénéficient de soutiens financiers venus d'acteurs privés, d'associations, ou d'hommes d'affaires, parfois liés à certains membres de la famille royale, qui profitent d'un certain laisser-faire de l'État,.
L'Arabie saoudite finit par s'inquiéter de la montée en puissance des salafistes djihadistes, qui contestent la légitimité de la dynastie saoudienne, et redoute qu'ils ne puissent bénéficier d'une certaine attractivité aux yeux d'une partie de la population saoudienne, ce qui pourrait déstabiliser le royaume,. En mars 2013 les départs de combattants pour la Syrie sont rendus illégaux par le ministère de l'Intérieur dirigé par le prince Mohammed ben Nayef Al Saoud. En février 2014, le Royaume saoudien classe le Front al-Nosra et l'État islamique comme organisations terroristes et interdit tout soutien ou financement à ces groupes,. En septembre 2014, Riyad rejoint la coalition internationale contre l'EI.
Les années suivantes, bien que les deux États n'aient officiellement aucune relations diplomatiques, ceux-ci coopèrent en matière et sécurité et de renseignements. Les chefs des renseignements syriens et saoudien Ali Mamlouk et Khaled al-Humaïdan se rencontrent notamment en Arabie saoudite en 2015 et 2018. Début mai 2021 Khaled al-Humaïdan se rend à Damas et rencontre le président syrien Bachar el-Assad. La réouverture d'une ambassade saoudienne en Syrie est évoquée lors de cette rencontre, mais conditionnée par Riyad à ce que Damas prenne ses distances avec l'Iran, son principal ennemi dans la région. En contrepartie d'un regain d'influence politique au Levant, l’Arabie saoudite propose de contribuer à financer la reconstruction de la Syrie estimée à plusieurs centaines de milliards de dollars, que ni les Russes ni les Iraniens n’ont les moyens de payer Mais la loi « Cesar » votée par les États-Unis menacent de sanctions toute personne qui ferait des affaires avec le régime syrien. Les jours suivants, un diplomate arabe minimise toutefois la portée de cette rencontre, insistant sur le fait qu’il ne s’agit que d’une rencontre entre responsables du renseignement.
Le 8 juin 2021, la chaîne qatari Al Jazeera révèle que Riyad serait sur le point de conclure un accord de normalisation avec le régime syrien. Après avoir été l’un des plus fervents partisans d’une chute du régime syrien, notamment en raison des liens privilégiés de ce dernier avec l’Iran, Riyad apparaît soucieux de rétablir des relations diplomatiques sereines avec Damas. Deux ans plus tard, en mars 2023, des médias saoudiens énoncent la réouverture imminente des ambassades saoudienne et syrienne à Damas et Riyad après plus d’une décennie de rupture diplomatique. Cette annonce survient deux semaines après la normalisation des relations entre l'Arabie saoudite et l'Iran, l'un des principaux soutiens extérieurs du régime de Damas. Le mois suivant, des sources au ministère saoudien des Affaires étrangères annoncent l'intention du Chef de la diplomatie saoudienne, le prince Fayçal ben Farhane, de se rendre à Damas pour remettre à Bachar el-Assad une invitation à participer au Sommet de la Ligue arabe (dont la participation de la Syrie a été suspendue), prévu le 19 mai.
En mai 2023, l'Arabie saoudite annonce le retour de sa représentation diplomatique en Syrie, puis réouvre ses lignes aériennes entre les deux pays, notamment pour permettre aux pèlerins syriens de se rendre à la Mecque. En septembre 2024, l'Arabie saoudite reprend officiellement les activités de son ambassade à Damas.
En janvier 2025, un mois après la chute du régime Assad, l'Arabie saoudite accueille à Riyad accueille un sommet diplomatique pour discuter de la Syrie et de sa réintégration internationale sous le nouveau régime.

#### Relations avec les Émirats arabes unis
Au début des années 2010, à l'instar des autres membres de la ligue arabe et du conseil de coopération du Golfe (à l'exception d'Oman sur ces deux points), les Émirats arabes unis rompent leurs relations diplomatiques avec la Syrie en raison de la guerre civile syrienne.
Les Émirats arabes unis soutiennent l'opposition syrienne et cherchent à se protéger de l'Iran. Cependant, ils mènent également une politique très active contre les islamistes, en particulier contre les Frères musulmans, et s'opposent par conséquent au Qatar. Proches alliés des États-Unis, les Émirats rejoignent la coalition en 2014 et leurs forces spéciales auraient participé à l'entraînement des combattants des Forces démocratiques syriennes. Après l'intervention militaire russe, Abou Dabi adopte une ligne moins agressive envers Damas et privilégie la mise en place d'une solution politique associant la Russie et les États-Unis.
En décembre 2018, les Émirats rouvrent leur ambassade à Damas faisant alors figure d’exception, à l'instar d'Oman, dans le conseil de coopération du Golfe et la Ligue arabe. Ceux-ci voient Damas comme un allié dans leur objectif de limiter l’influence de l’islam politique et des États qui le parraine, dont la Turquie.
Fin mars 2020, Mohammed ben Zayed Al Nahyane propose 3 milliards de dollars à Bachar Al-Assad si ce dernier acceptait de reprendre les combats à Idlib contre pour les troupes soutenues par la Turquie en Syrie ou un fragile cessez-le-feu avait été signé entre Ankara et Moscou le 6 mars 2020. Les tentatives des Émirats arabes unis de relancer l'offensive d'Idlib auraient pour but d'attacher les forces turques dans le conflit et de les détourner de la campagne en Libye, où elle aide le gouvernement Fayez el-Sarraj soutenu par l'ONU contre l'allié des Émirats arabes unis Khalifa Haftar.
En mars 2021, le ministre des Affaires étrangères des Émirats arabes unis, Cheikh Abdallah ben Zayed déclare, aux côtés de son homologue russe Sergueï Lavrov en visite à Abou Dabi, souhaiter un retour de la Syrie dans la ligue arabe, mais que le Caesar Act, loi américaine sanctionnant économiquement le régime syrien, rend cette perspective très difficile. Il déclare lors de cette même intervention que la levée des sanctions économiques imposés à Damas doit être « clairement abordée dans le dialogue avec nos amis aux Etats-Unis », ainsi que :

« Le retour de la Syrie dans le giron arabe est essentiel et n’a rien à voir avec qui le veut ou qui ne le veut pas. C’est une question d’intérêt public et des intérêts de la Syrie et de la région. »

En attendant un feu vert américain, les Émiratis achètent des terrains agricoles, apportent un soutien financier et transfèrent en Syrie des vaccins contre le Covid-19.
Le 18 mars 2018, Bachar el-Assad se rend aux Émirats pour la première fois depuis le début de la guerre civile en 2011, et rencontre le prince héritier d'Abu Dhabi, Mohammed ben Zayed, « la coopération et la coordination entre les deux pays frères en vue de contribuer à la sécurité, la stabilité et la paix dans le monde arabe et au Moyen-Orient », selon un communiqué relatant leur rencontre. Le président syrien rencontre également Mohammed ben Rached al-Maktoum, le dirigeant de Dubaï, l'autre grand émirat du pays.
En février 2023, le ministre émirati des Affaires étrangères, Abdallah ben Zayed Al-Nahyane, se rend en Syrie en février pour faire part de sa solidarité à la suite du séisme de 2023 en Turquie et Syrie. Le mois suivant, Bachar el-Assad se rend de nouveau à Abou Dhabi où il est accueilli par le président émirati Mohammad ben Zayed, qui annonce des pourparlers visant à développer les relations entre les deux pays, et la nécessité pour la Syrie de « retourner dans le giron arabe ».
En juillet 2023, les Émirats annoncent l'ouverture de leur premier bureau à Damas pour coordonner leur aide humanitaire en Syrie.

#### Relations avec Oman
Le sultanat d'Oman fait partie des rares pays arabes, et notamment le membre de la ligue arabe (dont la Syrie est suspendue en novembre 2011) à avoir maintenu des relations diplomatiques avec le régime syrien depuis le début de la guerre civile syrienne.
En mars 2018, le ministre syrien des Affaires étrangères Walid Mouallem se rend à Oman pour inaugurer la nouvelle ambassade de Syrie à Mascate. Lors de cette visite, M. Mouallem loue les soutiens de Mascate à l'égard de la Syrie dans le cadre de forums internationaux et vante la coopération économique entre les deux états.
En octobre 2019, la Syrie signe avec Oman un accord de prêt temporaire de collections de musées à des fins de conservation et de préservation, alors que le patrimoine historique de la Syrie est gravement menacé par la guerre civile.
En mai 2021, le sultan Haitham est le seul dirigeant du Golfe à féliciter Bachar el-Assad pour sa victoire à l’élection présidentielle, largement qualifiée de mascarade par ses détracteurs.
En février 2023, Bachar el-Assad se rend à Oman, marquant se première visite officielle à l'étranger depuis le début de la guerre civile syrienne douze ans plus tôt. Il rencontre le sultan Haitham bin Tariq qui lui fait part de ses condoléances et de son soutien après le séisme dévastateur survenu entre la Syrie et la Turquie. Selon le chercheur Aron Lund cette catastrophe a offert à Bachar el-Assad une occasion de « dynamiser les relations bilatérales », les sanctions économiques et diplomatiques qui lui étaient imposées étant alors considérées comme des facteurs aggravant des souffrances de la population syrienne. Dans ce contexte Oman, grâce à sa « neutralité bienveillante », est une porte d'entrée intéressante pour le régime syrien en vue d'une éventuelle réintégration régionale au Moyen-Orient.

#### Relations avec le Qatar
Au début de la guerre civile syrienne, à l'instar de l'Arabie saoudite et de la Turquie, le Qatar fourni un soutien financier à des rebelles dans les premières années du conflit pour faire tomber le régime.
En mai 2021, interrogé à propos d’une normalisation des liens entre Doha et Damas, le ministre qatari des Affaires étrangères cheikh Mohammed ben Abderrahman al-Thani balaie cette possibilité d’un revers de main en déclarant n'avoir aucune motivation pour rétablir les liens avec le régime syrien. Deux ans plus tard, en mai 2023, alors que la Syrie est réintégrée dans la Ligue arabe sans que le Qatar ne s'y oppose, Doha réaffirme toutefois son refus catégorique de normaliser ses relations diplomatiques avec Damas.

#### Relations avec Bahreïn
Au lendemain de la réouverture de l’ambassade des Émirats arabes unis à Damas en 2018, Bahreïn déclare que les activités de sa mission diplomatique à Damas s’étaient poursuivies sans interruption, sans préciser si cela était le cas depuis 2011.

#### Relations avec le Koweït
Le Koweït affirme s’attendre à ce que d’autres pays arabes emboîtent le pas aux EAU, tout en précisant qu’il s’en tiendrait aux directives de la Ligue arabe à l’égard du régime syrien.

### Relations avec les pays non-arabes du Moyen-Orient

#### Relations avec l'Iran

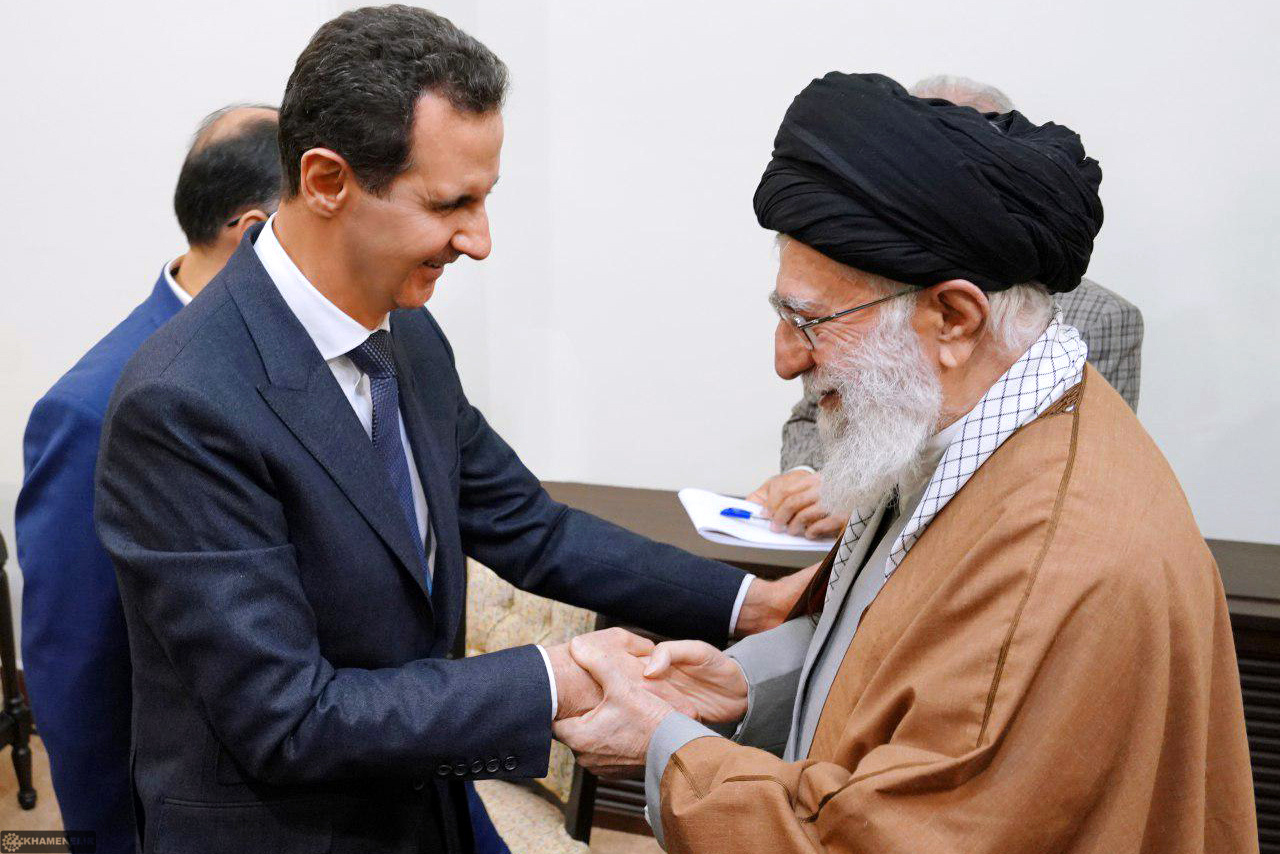
Bachar el-Assad avec Ali Khamenei (Téhéran, 25 février 2017).

La relation stratégique entre la Syrie et l’Iran est largement construite par Hafez el-Assad, issu de la communauté alaouite, que Téhéran considère comme le soutien des chiites minoritaires dans le monde arabe.
Pendant la guerre Iran-Irak, la Syrie se range du côté de l'Iran, notamment par des livraisons d'armes et la fermeture de l'oléoduc reliant Kirkouk au port syrien de Baniyas, à la suite de quoi les exportations irakiennes de pétrole auraient été ruinées sans l'ouverture d'une nouvelle ligne par la Turquie.
Dès son accession au pouvoir, Bachar el-Assad reprend la politique étrangère de son père en s’alliant, d’une part, avec l’Iran et le Hezbollah, et, d’autre part, avec l’Arabie saoudite qui espérait l’avoir sous son aile en le soutenant financièrement. La Syrie fait partie selon l'Iran de « l'axe de la résistance » contre Israël, ou du « corridor chiite » reliant les quatre capitales, Téhéran, Bagdad, Damas, Beyrouth.
Pendant la guerre civile syrienne, l'Iran soutient militairement le gouvernement syrien, dont il est l'un des principaux alliés sur la scène internationale avec la Russie. Assad bénéficie de cette double alliance pour mettre en rivalité ses deux parrains ayant des objectifs parfois divergents en Syrie. Parallèlement, l'Iran profite de son intervention dans la guerre civile syrienne pour implanter des forces paramilitaires à proximité d'Israël, entraînant une série de frappes aériennes de la part de l'État hébreu à partir de 2012, faisant des centaines de morts dans les rangs des forces pro-iraniennes.
Lors de la guerre Israël-Hezbollah de 2023-2024, Damas, craignant des bombardements israéliens, décide de rester en retrait plutôt que soutenir l'axe de la résistance sous la direction de Téhéran,. En décembre 2024, la chute du régime Assad est un revers très sérieux pour l'Iran qui perd l'un de ses principaux alliés dans la région. C'est aussi un échec militaire personnel pour le régime iranien qui a investi de considérables ressources humaines et financières pour maintenir au pouvoir son homologue syrien.
Le gouvernement syrien d'Ahmad el-Chareh, tombeur du régime Assad, affiche une politique étrangère hostile envers l'Iran. Cette position devient évidente lors de la guerre Israël-Iran de juin 2025 lors de laquelle ce dernier lance l'aviation israélienne survoler la Syrie pour bombarder l'Iran, et reste silencieux sur ces frappes condamnées par la plupart des pays de la région. Parallèlement, le nouveau gouvernement syrien annonce l’arrestation de plusieurs responsables de milices pro-iraniennes en Syrie, et un contrôle renforcé à la frontière avec le Liban où des armes à destination du Hezbollah sont régulièrement saisies. Ce qui démontre une volonté manifeste de ce dernier d'affaiblir l'axe de la résistance définitivement déserté par son pays après ce changement dé régime.

#### Relations avec Israël
Israël n’a pas de relations diplomatiques avec la Syrie, les deux États étant toujours officiellement en guerre après s'être affrontés lors de la guerre israélo-arabe de 1948-1949, de la guerre des Six Jours en 1967, de la guerre du Kippour en 1973, lors de laquelle la Syrie et l'Égypte attaquent Israël pour l'obliger à restituer les territoires conquis en 1967. Prise par surprise, l'armée israélienne reprend finalement le dessus au prix de pertes sévères, puis un accord sur le désengagement des forces dans le Golan est signé en mai 1974. À noter que les armées israélienne et syriennes se sont aussi affrontées en soutenant des camps opposés en Jordanie lors de la tentative de coup d'État de l'OLP contre la monarchie en 1971, et au Liban pendant la guerre civile en 1982.
Le plateau du Golan, qui fait toujours officiellement partie du territoire syrien est pris par l'armée israélienne en 1967, puis officiellement annexé en 1981 (son annexion est reconnue par le président américain Donald Trump en mars 2019).

Conquête du plateau du Golan par l'armée israélienne lors de la Guerre des Six Jours en juin 1967

Les années 1990 sont marquées par une accalmie dans la guerre israélo-arabe, lorsqu'à la suite des accords de paix d'Oslo, plusieurs pays arabes ouvrent des bureaux de liaisons à Tel-Aviv. SI la Syrie n'en fait pas partie, le président Hafez el-Assad se déclare néanmoins prêt à favoriser l’action diplomatique pour mettre fin au conflit. Mais les pourparlers de paix entre Israël et la Syrie lancés grâce aux accords d'Oslo sont interrompus en février 1996, Damas exigeant une restitution totale du plateau du Golan, rejetée par Tel-Aviv.
En août 1997, Hafez el-Assad reçoit à Damas une délégation de 50 Arabes israéliens venue sur son invitation, non pour jouer les médiateurs entre la Syrie et Israël, mais pour « assurer une liaison, une connaissance réciproque les Palestiniens restés en Israël et leurs frères arabes ».
Depuis le début de la Guerre civile syrienne de 2011, de multiples incidents opposent régulièrement les armées syrienne et israélienne, essentiellement sous forme de frappes aériennes israéliennes en territoire syrien.
En janvier 2021, trois mois après les accords d'Abraham normalisant les relations entre Israël d'une part, les Émirats arabes unis et Bahreïn d'autre part, plusieurs médias évoquent une rencontre entre des délégations israéliennes et syriennes sur la base aérienne russe de Hmeimim, au nord-est de la Syrie. Le régime syrien, qui nie catégoriquement cette rencontre, pourrait y avoir été contraint par Moscou, son principal allié sur la scène internationale, avec pour objectif de mettre la pression sur l'Iran pour diminuer son influence en Syrie.
Un mois plus tard, les autorités des deux pays annoncent un échange de prisonniers à la faveur d'une médiation de la Russie, concernant des civils arrêtés après avoir franchi la frontière : deux bergers syrien sur le plateau du Golan, et une israélienne juive orthodoxe entrée illégalement en Syrie. Mais la principale clause de cet accord concerne l'acceptation par Israël de financer l’envoi de centaines de milliers de vaccins russes « Spoutnik V » contre le Covid-19, pour Damas.
Cet accord serait révélateur de la réalité des rapports israélo-syriens : des relations secrètes dirigées par un certain pragmatisme mais dissimulées derrière des dénis officiels. Malgré ses frappes en territoire syrien visant les alliés régionaux de Damas (principalement iraniens), l’État hébreu fait preuve de retenue sur la question syrienne, préservant le statu quo dans le plateau du Golan et refusant de prendre position entre le régime et les rebelles. En avril 2025, le président syrien Ahmad el-Chareh adresse une lettre à son homologue américain Donald Trump dans laquelle il se déclare ouvert à normaliser ses relations avec Israël sous certaines conditions, déclarant qu’il ne permettrait pas que la Syrie devienne une source de menace pour l’État hébreu. Le quotidien israélien Haaretz évoque une rencontre dans la ville de Quneitra entre des responsables syriens et un représentant du ministère de la Défense israélien.

#### Relations de la Turquie
Le 9 octobre 2019, la Turquie lance l’Opération Source de paix sur les territoires au nord de la Syrie, qui sont en majorité des territoires kurdes, ayant pour objectif de créer une bande de 32 km pour neutraliser les bases kurdes au bord de la Turquie. L’opération se transforme en conflit entre d’un côté la Turquie et l’Armée nationale syrienne et de l’autre les Forces démocratiques syriennes et la République arabe syrienne.

## Relations avec le reste de l'Asie

### Relations avec le Caucase

#### Relations avec l'Arménie
Les relations entre l’Arménie et la Syrie sont anciennes et particulièrement bonne sur le plan diplomatique et culturel, bien que limitées sur le plan commercial. Les gouvernements des deux États sont en outre tous deux des alliés stratégiques et historiques de la Russie, ce qui est un facteur de rapprochement important. À l'instar du Liban, la Syrie abrite une importante communauté arménienne bien intégrée, qualifiée et entreprenante dans le pays, qui est un facteur important des bonnes relations entre les sociétés civiles des deux pays. Il s'agit de descendants de ceux qui ont fui les massacres d'Arméniens dans l'Empire ottoman pendant la Première Guerre mondiale, la plupart ayant été déportés par les Turcs dans le désert syrien de Deir ez-Zor, mais un certain nombre d'entre eux a pu être secouru par les Arabes.

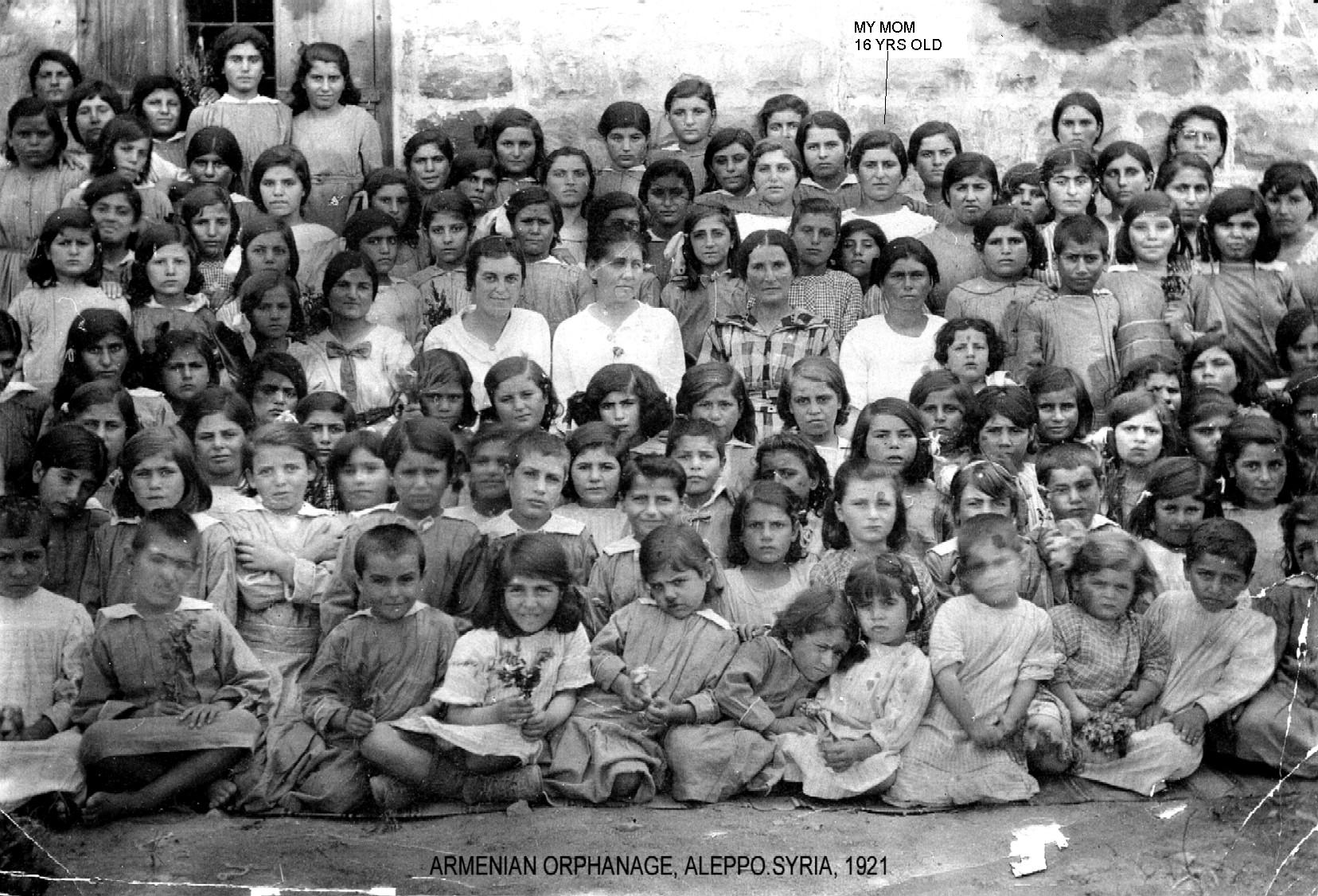
Orphelinat d'enfant arméniens survivants du génocide à Alep, 1921

En 1991, la Syrie est parmi les premiers pays à reconnaître l’indépendance de l’Arménie, tandis que l'année suivante, 1992, le président syrien Hafez Al-Assad fait un don de 6 000 tonnes de blé à l’Arménie au moment où un blocus énergétique paralysait le pays en guerre contre l’Azerbaïdjan. La Syrie met également à disposition des Arméniens une vaste zone franche dans le quartier chrétien de Tilel à Alep pour faciliter l’exportation de biens de consommation courante vers l'Arménie. Le premier président de la nouvelle République d'Arménie, Levon Ter-Petrossian est né à Alep.
En 2010, le Président syrien Bachar el-Assad encourage une normalisation des relations entre l'Arménie et la Turquie, deux pays dont il est alors proche. En 2011, à la veille de la guerre civile syrienne, environ 350 000 habitants d'origine arménienne étaient établis en Syrie, dont 150 000 dans la ville d'Alep au nord du pays, dont le quartier de Midane abrite une importante communauté arménienne.
Après le début de la guerre civile syrienne en 2011, un vol hebdomadaire continue de relier Damas et Alep à Erevan, assuré par la compagnie Cham Wings (l’aller-retour Alep-Erevan coûte 500 dollars), mais la diaspora arménienne établie en Syrie commence à quitter le pays en raison de l'insécurité. Dix ans plus tard, en 2021 seuls 10 000 Arméniens étaient encore établis en Syrie, dont 8 000 à Alep, 1 000 à Damas, 200 à Qamichli, et 100 familles à Kassab, une ville majoritairement peuplée d'Arméniens avant la guerre.

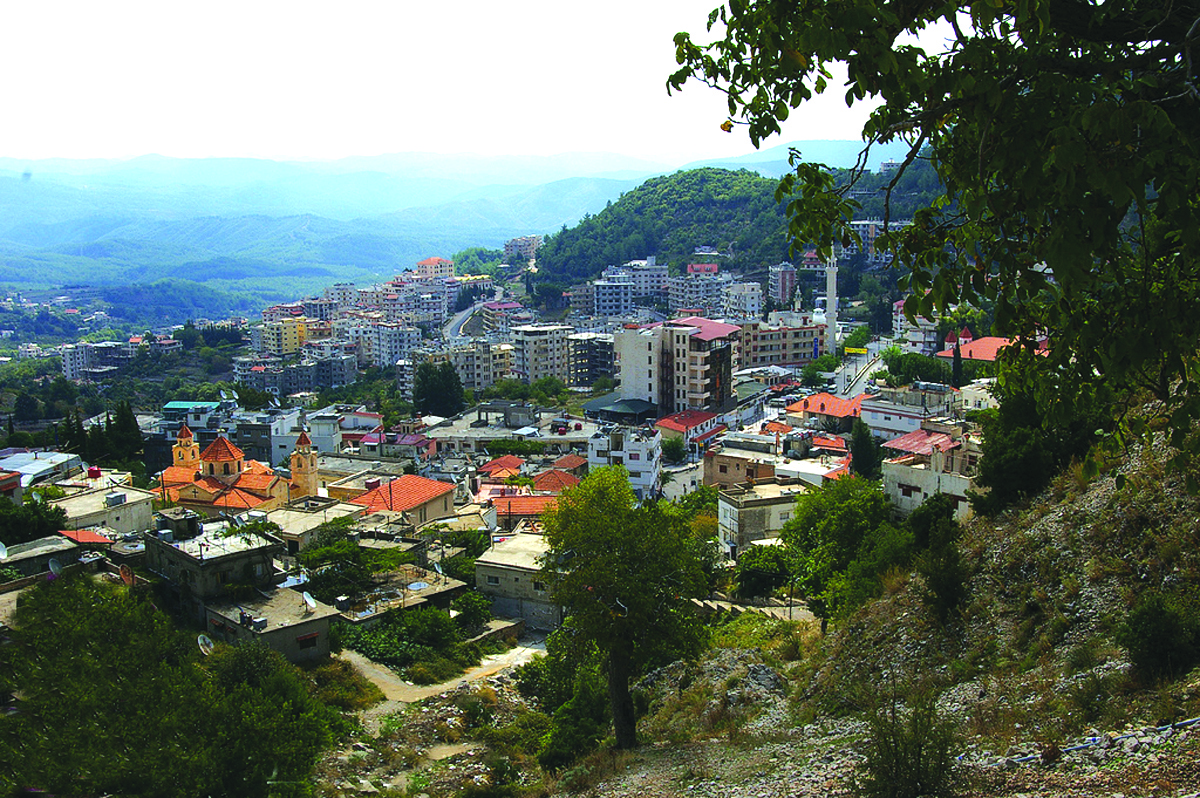
La ville syrienne de Kassab en 2010.

Cette ville est attaquée en 2014 pendant la guerre civile par des combattants islamistes pro-turcs qui en prennent le contrôle, avant d'être repoussés par l'armée syrienne appuyée par le Hezbollah libanais. Parmi les syro-arméniens qui se rendent en Arménie, seule une minorité y reste (10.000 sont établis a Erevan en 2021), la plupart de ceux qui arrivent dans le pays choisissent de repartir vers l’Amérique du Nord, la France, ou l'Australie. Le régime de Damas envoie régulièrement des représentants pour tenter de les convaincre de revenir sachant qu'ils lui sont favorables, et qu'ils font partie des Syriens les plus qualifiés.
Sur le plan diplomatique, alors que la plupart des pays occidentaux ont rompu leurs relations avec Damas depuis le début de la guerre civile syrienne, et contestent fortement la légitimité de ce scrutin, mais l'Arménie maintient son ambassade à Damas. En juin 2014, le président arménien Serge Sarkissian félicite Bachar el-Assad pour sa réélection[réf. nécessaire].

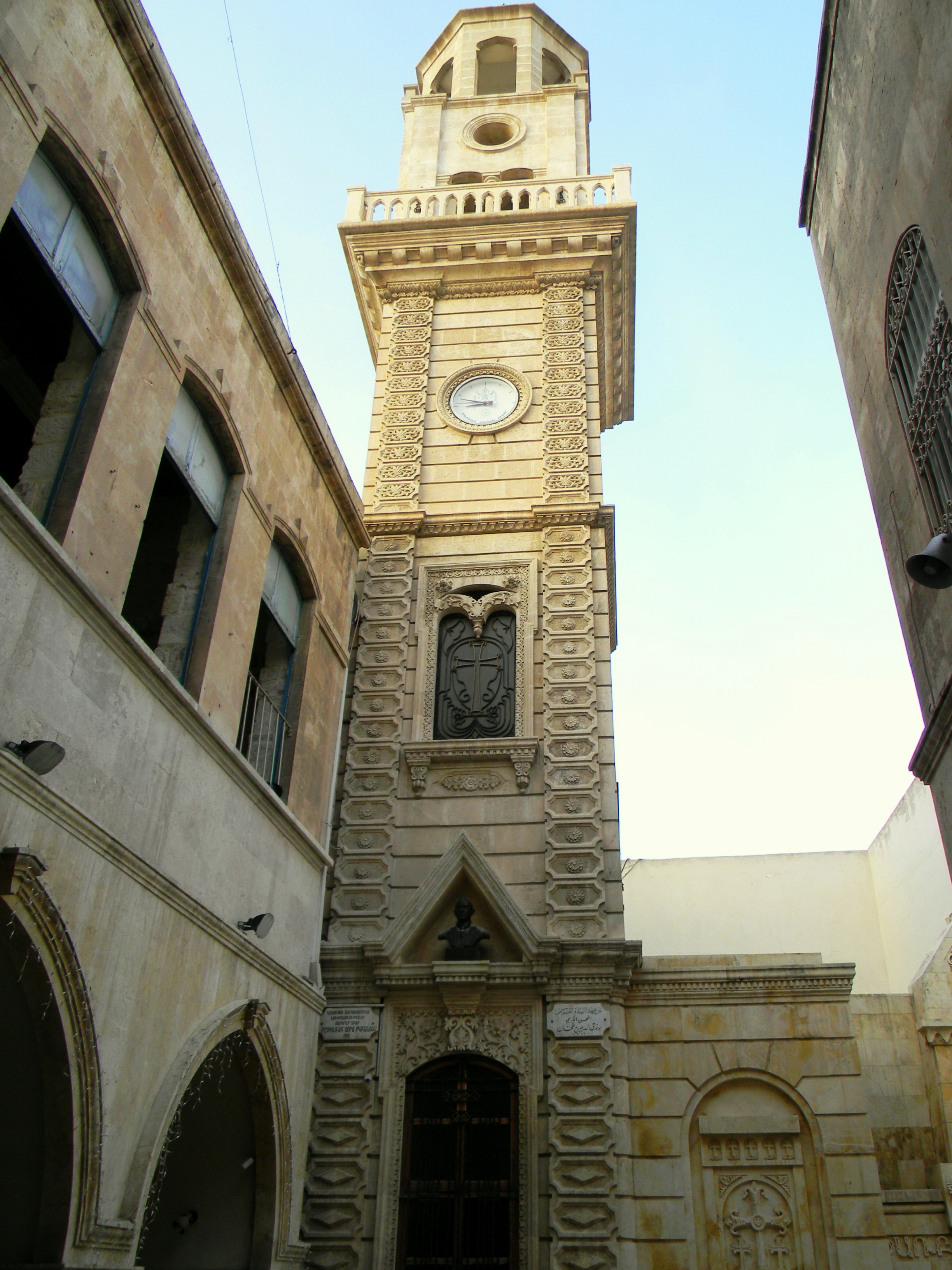
Cathédrale arménienne des Quarante-Martyrs à Alep

Entre 2015 et 2016, la Cathédrale arménienne des Quarante-Martyrs à Alep subit des dommages importants pendant la bataille d'Alep, alors que la vieille ville d'Alep où l'église est située est contrôlée par les groupes rebelles et islamistes. En décembre 2016, la ville entière repasse sous le contrôle gouvernemental, et des travaux sont entrepris pour restaurer l'édifice, où des messes sont de nouveau célébrées depuis mars 2019. En 2017, le café arménien d'Alep, célèbre symbole du multiculturalisme de la ville, rouvre ses portes après avoir également été gravement endommagé, étant situé sur la ligne de front pendant la bataille d'Alep.
Le 13 février 2021, le parlement syrien reconnaît officiellement le génocide arménien.
En 2022, le Président syrien nomme Nora Arissian, une ancienne députée de la communauté arménienne de Damas au Parlement syrien et proche de la première dame Asma Al-Assad, ambassadrice de Syrie à Erevan. Dans la foulée de sa prise de fonction, celle-ci réuni une cinquantaine d’entrepreneurs syro-arméniens pour examiner le potentiel d’une relation bilatérale syro-arménienne considérée comme sous-exploitée.

#### Relations avec la Russie
Les relations entre la Russie et la Syrie sont amicales. La Syrie dispose d'une ambassade à Moscou tandis que la Russie dispose d'une ambassade à Damas et d'un consulat à Alep, fermé en 2012 en raison de la guerre civile syrienne. La Russie est un important soutien au gouvernement syrien dans la crise que connaît actuellement la Syrie et a imposé son droit de veto à plusieurs résolutions du Conseil de sécurité des Nations unies visant à sanctionner le gouvernement syrien, et intervient militairement sur le territoire syrien, officiellement depuis le 30 septembre 2015.
Vladimir Poutine et Bachar el-Assad se rencontrent en 2015, en mai 2018, et en septembre 2021. Cette année là, Moscou multiplie les contacts en vue de ramener Bachar el-Assad dans les bonnes grâces des dirigeants arabes, l’objectif est aussi de faire financer la reconstruction par les pétromonarchies du Golfe.
En début d'année 2025, à la suite de la chute du régime Assad, le nouveau gouvernement syrien issu de la rébellion décide de préserver ses relations diplomatiques avec son homologue russe malgré le rôle de Moscou dans la répression de la révolution syrienne. La raison est pragmatique – la difficulté pour le gouvernement d'un pays pauvre et en ruine d'imposer à l'armée russe de quitter son territoire –, mais aussi idéologique et confessionnelle. Contrairement au régime islamique iranien, le gouvernement russe n'a pas de parti pris confessionnel entre les musulmans sunnites et chiites, et ce faisant, son influence ne menace pas l'unité du peuple syrien. Le 31 juillet 2025, le chef de la diplomatie syrienne Assaad al-Chaibani se rend à Moscou et rencontre son homologue russe Sergueï Lavrov. Les deux pays s'entendent sur le fait de préserver leurs relations et de réviser les accords conclus entre Moscou et l'ancien régime de la Syrie baasiste.

### Relations avec l'Asie-Pacifique

#### Relations avec le Bangladesh
Le ministère des affaires étrangères du Bangladesh a condamné l'utilisation d'armes chimiques « par toute partie et dans toutes les circonstances » après une attaque chimique en Syrie en 2013. Il a demandé qu'il soit mis fin au conflit par « des moyens diplomatiques et pacifiques ». Quelques Bangladais ont rejoint l'État islamique en Syrie,. Un certain nombre de Britanniques du Bangladesh, y compris des familles entières, ont également rejoint l'État islamique,. Tamim Chowdhury, un Canadien d'origine bangladaise qui a combattu en Syrie, devient le chef de l'unité de l'État islamique au Bangladesh.
Sur la résolution du conflit en Syrie, un fonctionnaire du gouvernement bangladais a déclaré que « dans le contexte actuel, une position neutre ne satisfait pas toujours toutes les parties ». Un autre fonctionnaire du gouvernement a ajouté: « Nous soutenons la paix. Nous voulons une solution pacifique à la situation, grâce à laquelle la Syrie conservera sa souveraineté ». Le gouvernement a déclaré n'avoir aucune position officielle concernant l'attaque de la Syrie par les États-Unis, le Royaume-Uni et la France

## Relations avec les pays européens et occidentaux

### Relations avec l'Union européenne
En juillet 2024, dans une lettre adressée au représentant de l'UE pour les affaires étrangères Josep Borrell, huit pays membres de l'Union européenne déclarent vouloir renouer avec la Syrie de Bachar el-Assad afin de renvoyer dans leur pays les réfugiés syriens, ainsi qu'avec le régime des talibans en Afghanistan : l’Autriche, l’Italie, la Croatie, la Grèce, la République tchèque, la Slovénie, la Slovaquie et Chypre.
En janvier 2025, un mois après la chute du régime Assad, la commissaire européenne chargée de l'aide humanitaire d'urgence Hadja Lahbib se rend à Damas et annonce une aide de 235 millions d'euros à la Syrie et aux pays voisins.

#### Relations avec la France
La Syrie rompt ses relations diplomatiques avec la France à la suite de la crise du canal de Suez en 1956 (agression par la France, Israël et le Royaume-Uni de l’Égypte nassérienne, qui fait suite à la nationalisation du canal). Les relations sont rétablies en 1961 après l'épisode de la République arabe unie. À l'occasion de la guerre des Six Jours, la France affirme sa politique pro-arabe et adopte une position intransigeante vis-à-vis d'Israël. En 1973, à la suite de la guerre du Kippour, la France est écartée par les États-Unis et l'Union soviétique des pourparlers de paix.
Les relations se gâtent de nouveau lors de la guerre civile au Liban. La France approuve tout d'abord l'intervention syrienne dans le cadre de la Force arabe de dissuasion en 1976. Mais rapidement, elle critique l'ingérence syrienne, notamment du fait de l'alliance de la Syrie avec la république islamique d'Iran.
L'ambassadeur de France au Liban, Louis Delamare, est assassiné le 4 septembre 1981 et les soupçons se dirigent vers la Syrie. L'assassinat a lieu dans la capitale libanaise sous les yeux des soldats syriens, qui n'interviennent pas et laissent repartir les tueurs à moto. Ceux-ci sont assez vite identifiés comme des membres des Chevaliers rouges, une milice mise en place par Rifaat el-Assad, le très influent frère du président syrien, pour intervenir au Liban. Les notes internes de la DGSE concluent que la Syrie a commandité l'attentat dans le but de punir la France pour ses efforts diplomatiques visant à résoudre pacifiquement la guerre civile du Liban.
En 1982, le président de la République française François Mitterrand ne condamne pas le massacre de Hama, au cours duquel les Frères musulmans sont férocement réprimés par Hafez el-Assad. En 1983, un nouvel attentat a lieu à Beyrouth, et la Syrie est de nouveau accusée. Ceci n'empêche pas François Mitterrand de se rendre en Syrie l'année suivante.
En juillet 1998, Hafez el-Assad effectue une visite d'État en France, la première depuis 22 ans dans un pays occidental, où il est chaleureusement accueilli par le président Jacques Chirac. Le 7 novembre 1999, Jacques Chirac reçoit à l’Élysée son fils Bachar el-Assad. L'année suivante, à la suite du décès d'Hafez el-Assad, il est le seul chef d’État d'Occident à se rendre aux funérailles de l'ancien président syrien. Il soutient néanmoins en 2004 la résolution 1559 du Conseil de Sécurité des Nations unies, qui va à l'encontre des intérêts syriens au Liban, ce qui provoque de nouvelles tensions entre la France et la Syrie. En 2005, celles-ci culminent avec l'assassinat du Premier ministre libanais Rafiq Hariri, proche ami de Jacques Chirac. La France accuse la Syrie et manœuvre pour l'isoler diplomatiquement.
Les relations reprendront un cours normal après la signature de l'accord de Doha en 2008. Ce changement entraîne une succession de contacts et de visites bilatérales initiées par le président syrien Bachar el-Assad à l'occasion du sommet de l'Union pour la Méditerranée le 13 juillet 2008 et celle du président français Nicolas Sarkozy le 3 septembre 2008.
Dans le contexte de la guerre civile syrienne, les relations sont marquées par un regain de tension, la France dénonçant les massacres commis par le régime syrien, se soldant par le rappel de l'ambassadeur français en Syrie, Éric Chevallier, par la fermeture des consulats généraux d'Alep et Lattaquié le 17 novembre 2011, et par l'expulsion de l'ambassadeur de Syrie en France, Lamia Chakkour, le 29 mai 2012.
Par la suite, la France fait partie des pays les plus déterminés à agir contre le régime de Bachar el-Assad : en novembre 2011, Alain Juppé, ministre des Affaires étrangères, avance que les jours du régime syrien « sont comptés » et déclare que Bachar el-Assad doit être jugé par le Tribunal pénal international. La France est alors la première à reconnaître le Conseil national syrien puis la Coalition comme « seul représentant légitime du peuple syrien ». Conjointement, les autorités françaises ont été les premières, « en des termes particulièrement durs », à accuser Bachar al-Assad personnellement de crimes contre l’humanité. La France est ainsi à l’origine des sanctions européennes contre la Syrie baasiste.
Dans le cadre de la guerre civile syrienne, le nouveau gouvernement de François Hollande reprend à son compte la politique menée par Alain Juppé à l'égard du régime de Bachar el-Assad. François Hollande demande le départ du président syrien et la constitution d'un gouvernement de transition, ainsi qu'une intervention du Conseil de sécurité de l'ONU. Dans ce cadre, il n'exclut pas une intervention armée Fin 2012, malgré l'embargo de l'Union européenne, la France commence à fournir des armes lourdes aux rebelles syriens (canons de 20 mm, mitrailleuses, lance-roquettes, missiles anti-chars...),.
Laurent Fabius, ministre des Affaires étrangères, est l'un des diplomates occidentaux les plus engagés contre Bachar el-Assad, dont il estime, dès 2012, la fin proche. Il condamne systématiquement le massacre de la population syrienne par le régime syrien. Fin août 2013, François Hollande attribue la responsabilité de l'utilisation d'armes chimiques dans le cadre de la guerre civile syrienne au régime de Bachar el-Assad, qu'il menace d'une intervention militaire punitive sans passer par un accord de l'ONU. Mais cette option n'est plus privilégiée après le vote négatif du Parlement britannique et la décision du président américain, Barack Obama, de finalement solliciter le Congrès sur la question. François Hollande est alors critiqué pour son côté « va-t-en-guerre », les titres de presse le présentant comme « piégé » sur la scène internationale et « seul » sur le front interne, au vu de l'opposition des Français à toute intervention militaire,. La « débâcle » de la diplomatie française est amplement commentée à l'étranger.
Lors de négociations à Genève concernant le règlement de la guerre civile syrienne en 2014, Laurent Fabius condamne l'attitude du régime de Bachar el-Assad et témoigne à nouveau de son soutien indéfectible à l'égard de la Coalition nationale syrienne. Ces postures morales et cette absence de diplomatie seront critiquées par certains spécialistes du monde arabe pour leur absence de résultats et leurs effets catastrophiques pour les Syriens. Les revers de la diplomatie française dans le dossier syrien sont confirmés par l'absence d'invitation de Laurent Fabius aux réunions concernant la Syrie organisées à Vienne en octobre 2015.
En novembre 2015, la décision de François Hollande, en riposte aux attentats du 13 novembre 2015 en France, d'intensifier les bombardements des positions de l'État islamique constitue « une rupture avec la ligne ardemment défendue » par Laurent Fabius dans le conflit syrien,,. Quand Laurent Fabius quitte le ministère des Affaires étrangères, différents médias évoquent son échec sur le dossier syrien,.
Dans le cadre de la guerre civile syrienne, Emmanuel Macron reste sur une ligne proche de celle de François Hollande : il réaffirme son soutien à l'opposition syrienne mais change cependant de rhétorique en affirmant ouvertement ne pas vouloir faire de « la destitution de Bachar el-Assad une condition préalable à des discussions. […] Daech est notre ennemi, Bachar est l'ennemi du peuple syrien »,.
En avril 2018, l'armée française participe aux bombardements de Barzé et de Him Shinshar à proximité de Damas, mobilisant près d'une dizaine d'avions de chasse et bombardiers, et plusieurs frégate.
En mai 2024, la France a lancé un important procès visant de hauts responsables syriens pour leur implication dans la mort d'un père et de son fils en 2013. Ce procès constitue le premier cas en France où des responsables du régime syrien de Bachar al-Assad seront confrontés à des poursuites judiciaires. Il a débuté le 21 mai et verra trois hauts responsables de la sécurité jugés par contumace pour complicité de crimes contre l'humanité et de crimes de guerre. Un an plus tard, le nouveau président syrien Ahmad el-Chareh en poste depuis la chute du régime Assad en décembre 2024 se rend en France à la rencontre de son homologue Emmanuel Macron, premier dirigeant occidental à le recevoir. 

#### Relations avec le Royaume-Uni
L'épouse de Bachar el-Assad et première dame de Syrie, Asma el-Assad, a la nationalité anglaise, ayant étudié King’s College de Londres et travaillé  dans la capital britannique dans une banque d’investissement, avant de rentrer en Syrie.
Le 14 avril 2018, l'armée britannique participe aux bombardements de Barzé et de Him Shinshar à proximité de Damas, mobilisant quatre chasseurs-bombardiers Tornado et quatre chasseurs Typhoon.
Le 15 mars 2021, une enquête préliminaire est ouverte contre Asma el-Assad, par la police britannique en raison de soupçons d’incitation à des actes terroristes lors de la guerre civile syrienne. Faute de risquer une quelconque peine en Grande-Bretagne, celle-ci risque d’être déchue de sa nationalité britannique. Le lendemain, que le gouvernement britannique annonce des sanctions contre le ministre syrien des Affaires étrangères Fayçal al-Moqdad et cinq autres collaborateurs du président syrien.
Le 5 juillet 2025, le nouveau président syrien succédant à Bachar el-Assad Ahmad al-Chareh reçoit le ministre britannique des Affaires étrangères David Lammy à Damas. Leur rencontre et leurs échanges portent sur Les relations bilatérales entre leurs deux pays et les moyens de renforcer la coopération, ainsi que sur les développements régionaux et internationaux. Le même jour, le Royaume-Uni annonce le rétablissement de ses relations diplomatiques avec la Syrie, rompues depuis plus d'une décennie. Entre mars et juillet 2025, Londres s'est engagé à verser plus de 300 millions de dollars pour financer la reconstruction de la Syrie

#### Relations avec l'Allemagne
Pendant la guerre civile syrienne, l'Allemagne est l'un des premiers pays au monde (et le premier de l'Union européenne) par l'accueil des réfugiés syriens : plus d'un million s'installent en Allemagne.
Le 28 juillet 2021 les autorités allemandes annoncent avoir inculpé un médecin syrien, Alla Mousa, de crimes contre l’humanité en raison de ses actes de torture, parfois suivis de mort, à l’encontre de 18 prisonniers dans les hôpitaux militaires syriens où il exerçait avant de rejoindre l’Allemagne en 2015.
En janvier 2025, un mois après la chute du régime Assad, la ministre allemande du Développement Svenja Schulze se rend à Damas pour rencontrer les autorités de transition et promet de soutenir le développement « pacifique » de la Syrie.

#### Relations avec l'Italie
L’Italie accrédite un diplomate du régime syrien pour représenter la Syrie à l'Organisation des Nations unies pour l’alimentation et l’agriculture, dont le siège est à Rome.

#### Relations avec l'Espagne
Madrid ferme son ambassade à Damas en 2012 en raison de la répression brutale par le régime Assad, puis la réouvre le 16 janvier 2025, un mois après la chute de ce régime. À cette occasion, le ministre espagnol des Affaires étrangères Jose Manuel Albares se rend dans la capitale syrienne et rencontre le nouveau dirigeant syrien Abou Mohammed al-Joulani à Damas.

#### Relations avec la République tchèque
La République tchèque dispose d'une ambassade à Damas, et est le seul État membre de l’Union européenne à ne pas l'avoir fermé pendant la guerre civile syrienne.

#### Relations avec les Pays-Bas
En mars 2021, les Pays-Bas annoncent leur intention de juger les responsables syriens pour des actes de torture en invoquant la Convention de l'ONU contre la torture et autres peines ou traitements cruels, inhumains ou dégradants ; un processus qui pourrait aboutir en un jugement à la Cour internationale de justice de La Haye. Engagés dans le processus d’une judiciarisation des responsables d’actes de torture en Syrie, les Pays-Bas se sont vus rétorquer par Walid al-Mouallem, en septembre 2020, que « les Pays-Bas sont les derniers à avoir le droit de parler des Droits de l’Homme », invoquant le soutien d’Amsterdam au YPG syrien, un groupe rebelle marxiste ayant des liens avec le PKK turc, considéré comme un groupe terroriste par la Turquie, l'Union européenne et les États-Unis.

#### Relations avec la Grèce
En 2012, à l'instar de tous les membres de l'Union européenne à l'exception de la République tchèque, la Grèce ferme son ambassade à Damas pour protester contre la répression du régime lors de la révolution syrienne.
En mai 2020, la Grèce nomme l’ancienne ambassadrice en Syrie et en Russie, Tasia Athanassiou, « envoyée spéciale du ministère grec des Affaires étrangères pour la Syrie ». Un an plus tard, un diplomate syrien ayant requis l’anonymat indique que l'ambassade grecque a été rouverte à Damas en début d'année 2021, au sein de laquelle un chargé d’affaires a été nommé, mais cela n’a pas été annoncé pour éviter de subir des pressions européennes. Le 24 juin, la Grèce confirme la réouverture officielle de son ambassade à Damas.
Sur le plan symbolique, la présence en Syrie du patriarcat grec-orthodoxe d’Antioche revêt une importance particulière pour la diplomatie culturelle grecque.

#### Relations avec la république de Chypre
La république de Chypre et la Syrie partagent une frontière maritime tracée en 1974, d'environ 50 kilomètres.
En 2012, à l'instar de tous les membres de l'Union européenne à l'exception de la République tchèque, la république de Chypre ferme son ambassade à Damas pour protester contre la répression du régime lors de la révolution syrienne.
En mai 2021, l’Union des avocats syriens rapporte avoir signé un contrat avec le chargé d’affaires de l’ambassade chypriote en Syrie, Sivak Avedissian, afin de louer une propriété pour abriter la représentation de la République de Chypre à Damas, dans le quartier diplomatique de Abou Remmané, dans l’ouest de la ville. Peu après cette annonce, un diplomate syrien ayant requis l’anonymat indique que l'ambassade chypriote a été rouverte à Damas en début d'année 2021, au sein de laquelle un chargé d’affaires a été nommé, mais cela n’a pas été annoncé pour éviter de subir des pressions européennes.

#### Relations avec l'Ukraine
Le 29 juin 2022, le président ukrainien Volodymyr Zelensky annonce mettre fin aux relations diplomatiques entre l'Ukraine et la Syrie, après que le régime de Damas a reconnu le même jour l'indépendance des républiques séparatistes prorusses de Donetsk et de Lougansk, soutenues par Moscou depuis 2014.

### Relations avec l'Amérique du Nord

#### Relations avec les États-Unis
Après avoir pris le parti du bloc de l'Est pendant la guerre froide, la Syrie décide en 1990-1991 de resserrer ses liens avec Washington, après l'effondrement de l'URSS. Ainsi, Damas se rallie aux forces multinationales de la coalition dirigée par les États-Unis contre Saddam Hussein après son invasion du Koweït.
En octobre 1994, le président américain Bill Clinton se rend à Damas et s'entretient avec le président syrien.
Les États-Unis se montrent relativement passifs au début de la révolution syrienne en 2011. Cinq semaines après le début des manifestations en Syrie Barack Obama appelle à la fin de la répression, puis il réclame le départ de Bachar el-Assad en août 2011. Mais il tient à désengager les États-Unis d'Afghanistan et d'Irak et n'a pas l'intention de mener d'autres interventions militaires. En décembre 2011, l'armée américaine se retire d'Irak.
En 2012, les Américains commencent à fournir des renseignements à l'Armée syrienne libre (ASL). En 2013, des combattants de groupes rebelles sont entraînés en Jordanie par les Américains, les Français et les Britanniques, et en avril les États-Unis s'engagent à porter à 250 millions de dollars leur assistance « non létale » à la rébellion. Le 13 juin, la présidence américaine annonce qu'elle va apporter un « soutien militaire » aux rebelles. En septembre, les brigades de l'ASL dans le sud de la Syrie reçoivent leurs premiers armements, les Américains livrent des armes légères et antichar.
La priorité est ensuite donné, à partir du 23 septembre 2014, à la lutte contre l'État islamique et les États-Unis engagent une campagne de frappes aériennes, après avoir formé une coalition internationale. Celle-ci intervient surtout en soutien aux Kurdes des YPG et renverse la balance en leur faveur au nord de la Syrie. En octobre 2015, les États-Unis débutent le déploiement de forces spéciales.

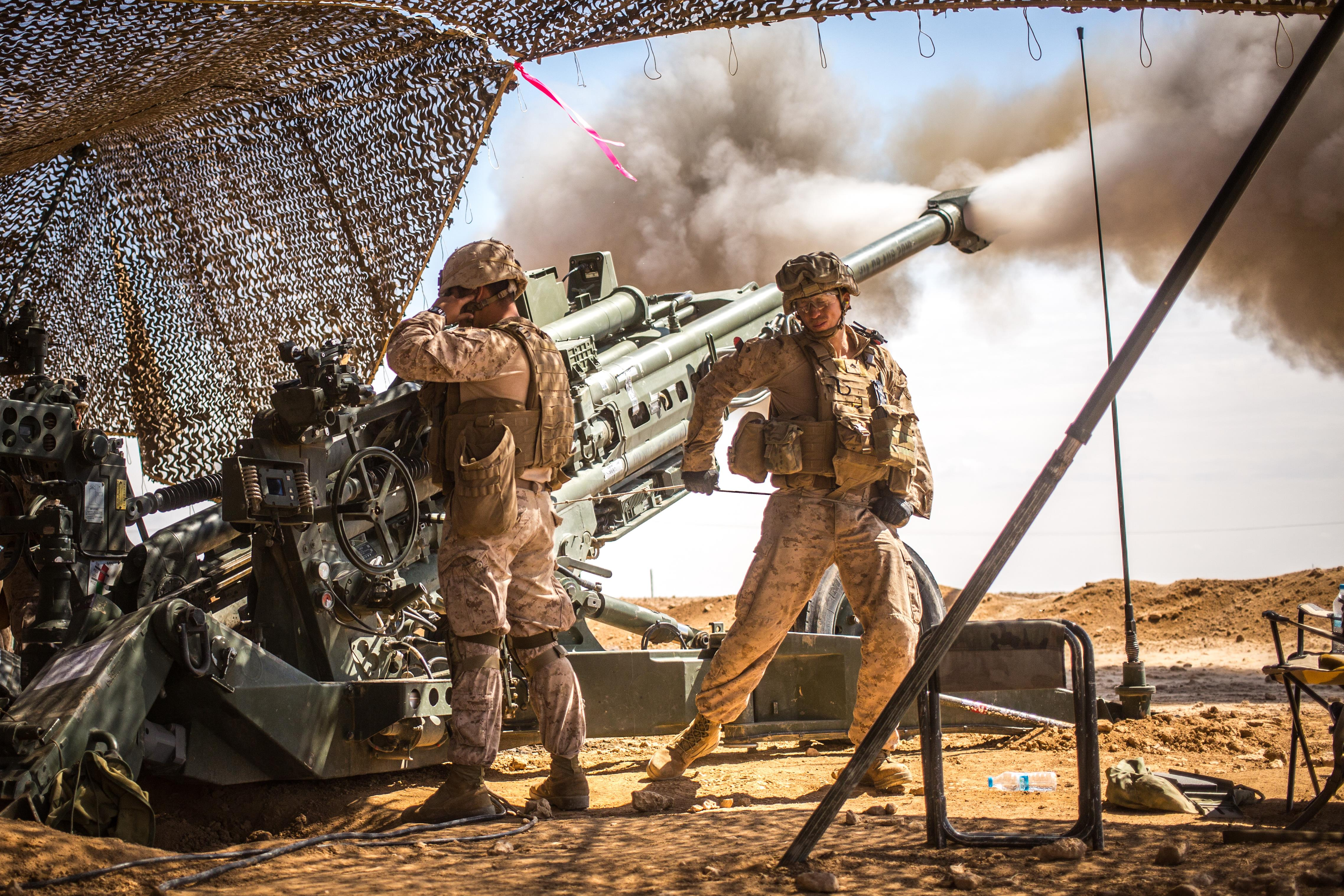
Tir d'obusier M777 howitzer effectué par des soldats américains du 11e Marine Expeditionary Unit en soutien aux Forces démocratiques syriennes lors de l'offensive de Raqqa, le 25 mars 2017.

En 2015, les États-Unis débloquent 500 millions de dollars et concluent un accord avec la Turquie pour former un corps de 15 000 rebelles modérés afin de combattre l'État islamique, nombre ensuite réduit à 5 000. Le programme est un véritable fiasco, en juillet et septembre 2015 seulement 120 hommes entrent en Syrie : le premier groupe est aussitôt attaqué par le Front al-Nosra qui fait plusieurs prisonniers, le second remet une partie de ses armes aux djihadistes pour obtenir un droit de passage. Les combattants de cette « Nouvelle force syrienne » désertent ou font défection,.
La position américaine vis-à-vis de Bachar el-Assad et les déclarations de ses responsables sont parfois confuses et contradictoires, notamment sur la question de négocier ou non avec le régime syrien. Jusqu'à la fin de son mandat, Barack Obama reste en retrait sur dossier syrien et dans l'ensemble du Moyen-Orient, laissant ainsi le champ libre à l'Iran et à la Russie.
Arrivée au pouvoir en 2017, l'administration Trump ne rompt pas dans les premiers mois avec la politique de l'administration Obama,,. Elle annonce cependant que le départ de Bachar el-Assad n'est plus pour elle une priorité. Néanmoins, elle affiche ouvertement son hostilité envers l'Iran.
Le massacre de Khan Cheikhoun du 4 avril 2017 modifie la position américaine : pour la première fois les États-Unis ripostent contre le régime syrien en détruisant une de ses bases aériennes dans la nuit du 6 au 7 avril. Après cet événement, les États-Unis déclarent qu'il ne peut y avoir de solution politique avec Bachar el-Assad à la tête du régime. En juillet 2017, le gouvernement américain met fin au programme de la CIA d'aide aux rebelles, qui mis en place quatre ans plus tôt, fournissait à ces derniers armes et entraînement. Les livraisons d'armes aux Forces démocratiques syriennes se poursuivent.
Bien que l'État islamique ait subi plusieurs défaites et perdu la majorité de son territoire, le secrétaire d'État Rex Tillerson annonce en janvier 2018 que l'armée américaine va rester en Syrie avec l'objectif d'empêcher les djihadistes de réémerger, de contrer l'influence de l'Iran et de s'opposer au régime de Bachar el-Assad,. En janvier 2018, au moins 2 000 soldats américains sont présents en Syrie aux côtés des Forces démocratiques syriennes. En décembre 2018, puis en octobre 2019, Donald Trump annonce le retrait de troupes américaines du territoire syrien, annonces qui ne sont que partiellement suivie d'effets.
En décembre 2019, les États-Unis adoptent la loi « César », qui impose de lourdes sanctions économiques à la Syrie, en visant notamment les États et les entreprises tierces qui commercent avec les autorités syriennes.
En août 2020, l'administration américaine déclare qu'elle prépare de nouvelles séries de sanctions contre le régime d'Assad et qu'elle cherche à cibler les réseaux de soutien financier en dehors de la nation déchirée par la guerre. Dans sa phase de sanctions, le Trésor américain et le département d'État ont indiqué qu'il était impatient de cibler les Émirats arabes unis, qui normalisaient les relations en Syrie à des fins politiques et économiques. Et a déclaré que Cheikh Tahnoun ben Zayed Al Nahyan, pour son soutien financier d'environ 200 000 dollars à la nièce du président Bashar Al Assad, Aniseh Shawkat, a été pris pour cible par les autorités britanniques, qui ont saisi les comptes bancaires, pour avoir contourné les sanctions de l'Union Européenne contre le régime syrien.
L'arrivée de Joe Biden à la Maison-Blanche ne change pas radicalement la donne, dès que la nouvelle administration américaine continue d'affirmer qu'elle ne normalisera pas les relations avec Damas. Pour autant, celle-ci adopte en parallèle une approche moins dogmatique face aux tentatives arabes de réintégrer Bachar el-Assad, alors qu'à Washington comme dans d’autres capitales, les priorités se déplacent peu à peu ; le dossier syrien n’est plus aussi brûlant que durant les mandats de Barack Obama et Donald Trump. Plutôt qu'interdire à leurs alliés arabes tout rapprochement avec Damas, les États-Unis sous Joe Biden préfèrent leur faire obtenir des contreparties de Damas sur un cessez-le-feu et une résolution politique du conflit. Tout en sanctionnant le gouvernement syrien, les États-Unis permettent au Liban en crise économique et social, d'importer des matères de première nécessité transitant pas le territoire syrien.
En mai 2021, interrogé au sujet d’un rétablissement des liens entre des pays du Golfe et Damas, un officiel du département d’État américain suggère que les alliés arabes des États-Unis dans la région devaient « réfléchir soigneusement à leur exposition aux sanctions en traitant avec ce régime », précisant que « l’accent devrait être mis sur la responsabilité plutôt que sur l’établissement de relations diplomatiques ».
Le 13 octobre, le chef de la diplomatie américaine Antony Blinken balaie en conférence de presse toute éventualité de normalisation des relations syro-américaines, en déclarant : « Ce que nous n’avons pas fait et que nous n’entendons pas faire, c’est exprimer un quelconque soutien aux efforts en vue d’une normalisation des relations ou d’une réhabilitation de M. Assad. ». Il réaffirme son soutien à une résolution politique du conflit en ligne avec les résolutions du Conseil de sécurité de l’ONU.
En janvier 2025, un mois après la chute du régime Assad, le nouveau dirigeant syrien Abou Mohammed al-Joulani félicite Donald Trump pour sa seconde investiture et se déclare convaincu que ce dernier « amènera la paix au Moyen-Orient et rétablira la stabilité dans la région ». Environ 2 000 militaires américains sont alors, selon le Pentagone, déployés dans le nord de la Syrie au sein d'une coalition internationale contre les jihadistes. Les mois suivants, leur animosité commune envers Téhéran encourage un rapprochement entre Damas et Washington, qui lève les sanctions économiques contre la Syrie en mai 2025.

#### Relations avec l'île de la Dominique
Le 7 mars 2022, un accord établissant des relations diplomatiques entre la Syrie et l’île de la Dominique appartenant au Commonwealth dans les Caraïbes est signé par Bassam Sabbagh, représentant du régime syrien aux Nations unies, et son homologue dominiquais Loreen Bannis-Roberts. Les deux parties soulignent leur volonté d’établir des partenariats bilatéraux, alors que le régime de Bachar el-Assad tente d’échapper à l’isolement et aux sanctions tandis que, l’île de la Dominique est un lieu connu pour le blanchiment d’argent et la contrebande de certains responsables syriens. Cette île caribéenne de 72 000 habitants est dotée d’un système particulier d’acquisition de la nationalité, qui pourrait également expliquer, en partie ce rapprochement : les étrangers peuvent être naturalisés en échange de 100 000 dollars au Fonds de développement économique de l’île et en investissant 200 000 dollars pour le développement des biens immobiliers. De nombreuses agences de tourisme rapportent les voyages de riches Syriens sur l’île, qui espèrent avoir en leur possession un passeport permettant de voyager dans environ 150 pays et territoires.

#### Relations avec le Brésil

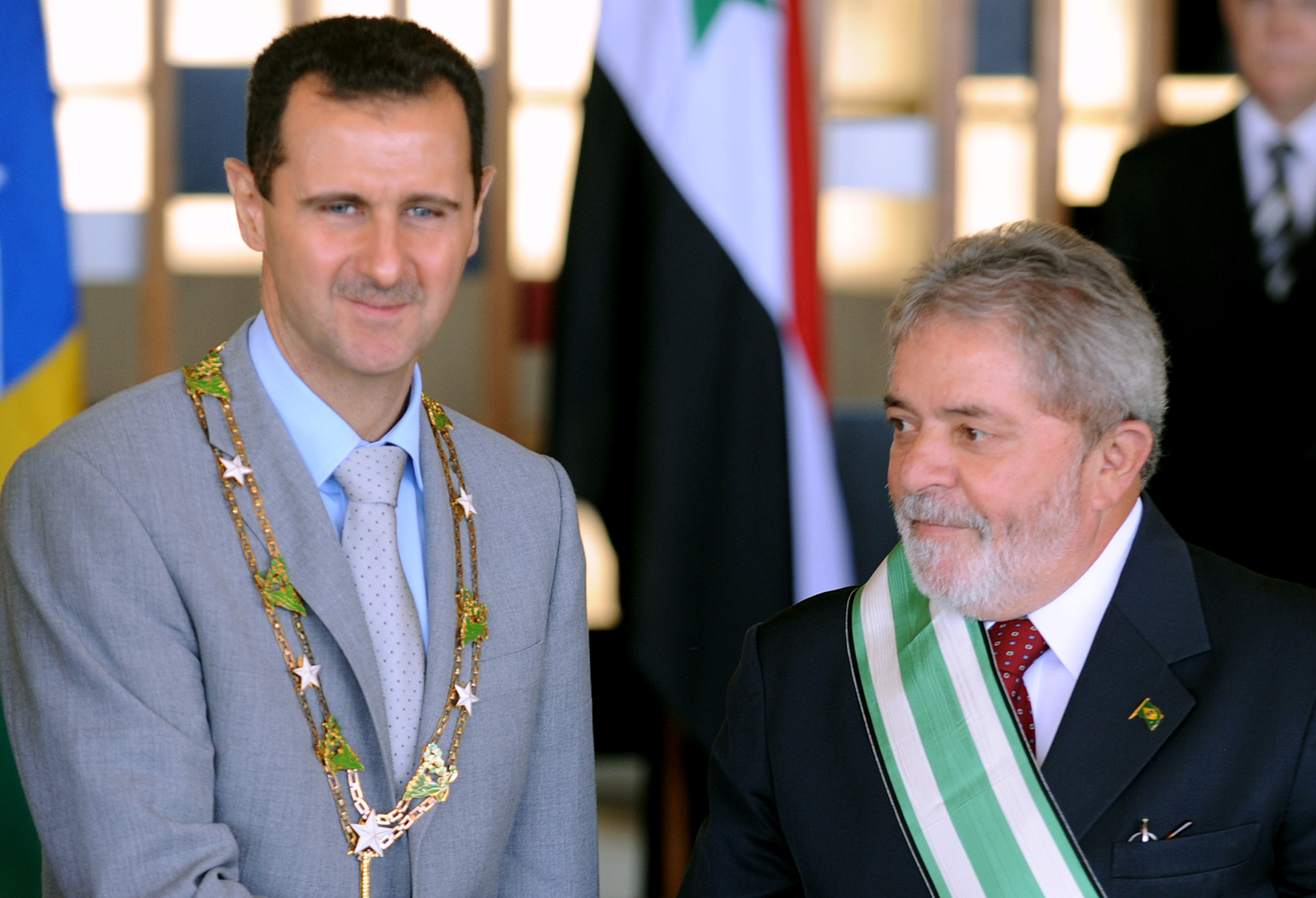
Bachar el-Assad (grand collier de l'ordre national de la Croix du Sud) et Luiz Inácio Lula da Silva au Brésil (2010).

## Relations avec l'Afrique

### L'Afrique du Nord

#### Relations avec l'Égypte
Entre 1958, l'Égypte s'unit à la Syrie pour former la République arabe unie, présidée par Nasser, dissoute en 1961 après la sécession de la Syrie. L’Égypte a conservé l’appellation officielle de « République arabe unie » jusqu’en 1971.
La Syrie et l'Égypte se concertent dans plusieurs offensives contre Israël lors des guerres israélo-arabe de 1948-1949, 1967 (Guerre des Six Jours) et 1973 (guerre du Kippour).
En novembre 2016, alors que la plupart des pays arabes ont rompu leurs relations diplomatiques avec Damas en raison de la guerre civile syrienne, le président égyptien Abdel Fattah al-Sissi exprime publiquement son soutien à l'armée syrienne, affirmant que ; "Notre priorité est de soutenir les armées nationales pour renforcer le contrôle de l'armée sur le territoire et traiter les éléments extrémistes.". Un mois plus tôt, le plus haut responsable des services de sécurité syriens, le général Ali Mamlouk, avait effectué une visite au Caire et rencontré le général Khaled Fawzi, vice-chef de la Sécurité nationale en Égypte.

#### Relations avec le Maroc
En 1973, lors de la guerre du Kippour, environ 6 000 soldats marocains combattent dans les rangs de l'armée syrienne contre Israël.
Le Maroc et la Syrie sont membres de l'Organisation de la coopération islamique et de la Ligue arabe, mais la Syrie en est actuellement suspendue en raison de la guerre civile en cours depuis 2011.
Durant la guerre civile, le Maroc soutient la rébellion et expulse l'ambassadeur syrien en 2012 pour protester contre les exactions commises par Bachar el-Assad. En mai 2025, douze ans après la rupture avec le régime syrien, le royaume annonce la réouverture de son ambassade à Damas.

#### Relations avec la Tunisie
En 2012, en réaction à la guerre civile syrienne, le gouvernement tunisien de Moncef Marzouki rompt ses relations diplomatiques avec le régime syrien. Cette décision est alors vivement critiquée par l'opposition tunisienne.
En avril, le président tunisien Kaïs Saïed décide de rétablir ses relations diplomatiques avec le régime syrien, et demande à son ministre des Affaires étrangères d’entamer les procédures pour nommer un ambassadeur à Damas.

### L'Afrique subsaharienne

#### Relations avec le Soudan
Le Soudan et la Syrie ont de bonnes relations bilatérales anciennes, leurs échanges économiques, commerciaux, et migratoires remontant à l'époque de la colonisation britannique du Soudan. Le Soudan était comme la Syrie membre de la Ligue arabe, et de l'Organisation de la coopération islamique, jusqu'à la suspension de cette dernière de ces deux organisations en 2011 et 2012, en raison de la guerre civile syrienne,.
Des volontaires soudanais se joignent à la coalition arabe et se battent aux côtés de l'armée syrienne lors de la guerre israélo-arabe de 1948-1949, tandis que le Soudan mobilise son armée en 1967 lors de la guerre des Six Jours, mais n'a pas le temps d'intervenir à cause de la brièveté du conflit. La même année, Khartoum accueille un sommet de la Ligue arabe où sont proclamés les « trois non » : « Pas de paix avec Israël, pas de reconnaissance d'Israël, pas de négociation avec Israël ». En 1993 la Syrie fait partie, avec le Soudan, des pays placés par Washington sur la liste américaine des « États soutenant le terrorisme ». Cette hostilité commune aux États-Unis et à Israël est un facteur de rapprochement entre Damas et Khartoum, alors que dans les années 2000 et 2010, les régimes d'Omar el-Béchir et Bachar el-Assad, tous les deux sous sanctions internationales en raison de leurs politiques répressives envers leurs populations.
En 2015, l'intervention militaire de la Russie en Syrie sauvant le régime de Bachar el-Assad, pousse Omar el-Béchir, sentant son régime menacé, à négocier à son tour de la Russie qui souhaite installer une base militaire à Port soudan,. En décembre 2018, en pleine révolution soudanaise qui mènera à son renversement quelques mois plus tard, Omar el-Béchir se rend à Damas et rencontre son homologue Bachar el-Assad. Le président soudanais déclare espérer un « retour rapide de la Syrie sur la scène internationale, loin de toute intervention étrangère dans ses affaires ».
Mais malgré cette bienveillance mutuelle entre les deux chefs d'État, le Soudan accueille une grande quantité de réfugiés syriens opposants au régime de Damas, étant l'un des rares pays arabe et africain à ne leur imposer aucune restriction. Entre 100 000 et 250 000 réfugiés syriens y sont accueillis, dont la plupart s'installent à Khartoum, dans le quartier d’Al-Riyad, devenu un véritable quartier syrien dans la capitale soudanaise. En outre, la normalisation des relations israélo-soudanaise en 2021 provoque une profonde divergence entre Khartoum et Damas, toujours officiellement en guerre avec l'État hébreu, et cible de multiples frappes de l'armée de l'air israélienne depuis 2011.